# ایران بزرگ
ایران بزرگ یا ایران‌زمین یا ایرانشهر محدودهٔ جغرافیایی و حوزهٔ تمدنی فلات ایران و جلگه‌های مجاور آن، دربرگیرندهٔ ایران کنونی، بخش بزرگی از قفقاز (ارمنستان، آذربایجان، گرجستان)، افغانستان و آسیای میانه، دربرگیرندهٔ تاجیکستان و ازبکستان کنونی، ماوراءالنهر و خوارزم و مناطق جنوبی دریاچه‌ی خوارزم (آرال) تا دریای کاسپین، پاکستان و کشمیر، کوه‌های هندوکش و مناطق غربی چین امروزی و نیز کرانه‌ها و آبخوست‌های جنوبی خلیج فارس و در غرب، شامل تمام منطقه‌های میان‌رودان، کردستان و بخش شرقی ترکیه امروزی و آناتولی است؛ کاربرد تاریخی ایران صرفاً محدود به بخش غربی آن، که هم‌اکنون به این نام خوانده می‌شود نبوده و تمام مرزهای سیاسی کشورهایی که تحت تسلط ایرانیان بود، همچون میان‌رودان و اغلب ارمنستان و جنوب قفقاز را هم دربرمی‌گرفته است.
مفهوم ایران بزرگ، از جنبه‌های گوناگون، ریشه در تاریخ چند هزار ساله ایران دارد. از اواسط دوران صفوی تا قاجاریه، ایران بسیاری از سرزمین‌های خود را از دست داد. از جمله واگذاری کردستانات در ترکیه و عراق امروزی به امپراتوری عثمانی (۱۵۳۳ میلادی)، واگذاری خانقین، دیالی در عراق امروزی طی معاهده زهاب، واگذاری هرات در افغانستان طی معاهده پاریس در سال ۱۸۵۷ میلادی و واگذاری مناطق ارمنستان، خانات باکو و شرق گرجستان که پیشتر بخشی از ایران بودند بر طبق عهدنامه گلستان (۱۸۱۳. م) و خانات ایروان، نخجوان و تالش شمالی طبق عهدنامه ترکمانچای (۱۸۲۸. م) در نتیجه شکست ایران در جنگ‌های ایران و روسیه، استان‌های قفقازی به روسیه واگذار شد و مرزهای جدید در طول رودخانه ارس شکل گرفت.

## ریشه نام ایران
نام ایران به معنای سرزمین آریایی‌ها (ایرها)، شکل پارسی نو واژه آریانام از زبان پیشا ایرانی و به معنای آریایی‌ها است؛ که نخستین بار در زبان اَوِستایی به صورت آریانم آمده است. (زبان اوستایی در شمال شرق ایران بزرگ یا آنچه امروز تُرکمنستان و تاجیکستان خوانده می‌شود، مورد استفاده بود)
اگرچه عنوان ایران تا اواخر دوران شاهنشاهی اَشکانی، مفهوم قومی، زبانی و دینی معلوم داشت، اما تابدان روز نسبتاً دارای بار سیاسی نبود. "شاهنشاهی ایران" یا "ایرانشهر" در مفهوم سیاسی به دوران ساسانیان بازمی‌گردد؛ که در نتیجه پیوند میان حکومت جدید و روحانیت زرتشتی پدید آمد. آن‌طور که از شواهد موجود برمی‌آید این همگرایی ایده "شاهنشاهی ایران یا ایرانشهر را بیش از پیش تقویت کرد.
ایران یک درون‌نام برای این سرزمین است؛ یعنی حکومت‌ها و مردم ایران همواره در طی تاریخ از سرزمین خود با نام ایران یاد می‌کرده‌اند؛ اما کشورهای غربی برای ارجاع به کشور ایران به دلیل تاثیرپذیری از سنت تاریخ‌نگاری یونانی از نام پرشیا یا پارس بهره می‌بردند. در سال ۱۹۳۵ در زمان سلطنت رضا شاه پهلوی، نام ایران رسماً در مجامع بین‌المللی به‌عنوان نام بخش‌های به‌جا مانده از سرزمین ایران به کار رفت. تا پیش از آن ایران معمولاً با نام «سرزمین پارس» (به انگلیسی: Persia) شناخته می‌شد و مردم ایران با نام «پارسی» (انگلیسی: Persian) شناخته می‌شدند.
در کتاب تاریخ طبری آمده است که، فریدون قسمت میانه و آباد زمین را که اقلیم بابل است و آنرا خنارث گفتند با هند و سند و حجاز و جاهای دیگر به ایرج داد که برادر کوچک‌تر بود و او را بیشتر از همه دوست داشت و بدین سبب اقلیم بابل ایرانشهر نام گرفت.
کلمه ایران، از ریشه آرین و آرین از ریشه آریایی است و مناطقی را که نژاد آریایی ساکن بودند بعدها به فلات ایران اطلاق نمودند، ایران به معنی سرزمین مردمان خوب یا سرزمین مردمان پاک می‌باشد.

## مفهوم
ریچارد فولتس می‌گوید: «گمان می‌رود مردمان ایران بزرگ - منطقهٔ فرهنگی که از خاورمیانه تا قفقاز، خوارزم، ماوراءالنهر، بلخ و پامیر امتداد دارد و مردمان آن مادها، پارس‌ها و پارت‌ها و سغدیان بودند - پیش از اسلام همگی آیین زرتشتی داشتند». این دیدگاه اگرچه در میان دانشمندان رواج دارد اما تا حدی هم اغراق‌آمیز است. فولتس استدلال می‌کند: «اگرچه ایرانیان معابد، نمادها و اساطیر مذهبی مشابه داشتند اما در حقیقت خدایان متعددی پرستیده می‌شدند، علی‌الخصوص میترا خدای پیمان‌ها و آناهیتا خدای آب‌ها. اما خدایان دیگری هم برحسب زمان و مکان یا بر حسب گروه‌های مختلف مورد پرستش قرار می‌گرفتند».
ریچارد فرای ایران بزرگ را شامل بخش بزرگی از قفقاز، عراق، افغانستان، پاکستان و آسیای مرکزی می‌داند که از طریق نفوذ فرهنگی تا چین و غرب هند گسترش می‌یابد. به گفته فرای: «ایران شامل تمام مردمان و سرزمین‌هایی است که در آن‌ها زبان‌های ایرانی به کار می‌رود و تمام بخش‌هایی که فرهنگ ایرانی در آن رواج داشته است را شامل می‌شود».
به گفته جی پی مالری و داگلاس کیو آدامز در بیشتر بخش غربی ایران بزرگ در زمان هخامنشی، زبان‌های ایرانی شاخهٔ جنوب غربی به کار می‌رفت در صورتی که در بخش شرقی آن زبان‌های ایرانی شاخه شرقی که با زبان اوستایی خویشاوندی داشت، متداول بود.
پس از چیرگی مغول بر ایران سلسله ایلخانان بر ایران مسلط شدند و اولجایتو در طول سال‌های ۱۳۰۴–۱۳۱۷ میلادی بر این سرزمین فرمان می‌راند.

منابع اولیه همچون میر خاوند تاریخ‌نویس دوران تیموری، محدوده ایرانشهر (ایران بزرگ) را از رود فرات تا رود سیحون توصیف می‌کنند.از دیرباز تاکنون قومیت هیچ‌گاه عامل جدایی در ایران بزرگ نبوده؛ ریچارد فرای می‌گوید:
 من بارها عنوان کردم که مردمان آسیای مرکزی چه ایرانی زبان و چه ترک‌زبان تنها یک فرهنگ، یک مذهب و ارزش‌ها و سنت‌های یکسان دارند و تنها عامل جدایی ایشان زبان است.
در دوران مدرن، مداخله استعمار غرب و قومیت موجب جدایی استان‌های ایران بزرگ شد. همان‌طور که پاتریک کلاسن می‌گوید ناسیونالیسم قومی حتّی اگر به گذشته‌های دورتر نسبت داده شود، پدیده‌ای مربوط به سده نوزدهم است. با این حال ایران بزرگ پس از یک جغرافیای سیاسی که در ابتدا شکل گرفت، بیشتر به یک ابر کشور فرهنگی تبدیل شد.
حمدالله مستوفی، جغرافی‌دان قرون وسطی در نزهت القلوب می‌نویسد:
| چند شهر است اندر ایران مرتفع تر از همه |  | بهتر و سازنده تر از خوشی آب و هوا      |
| گنجه پر گنج در اران، صفاهان در عراق    |  | در خراسان مرو و طوس، در روم باشد اقسرا |

تاریخ ایران کمبریج محدوده تاریخی و فرهنگی ایران بزرگ را شامل ایران امروز، بخش‌هایی از چین، افغانستان و جمهوری‌های جدا شده از شوروی سابق معرفی می‌کند. فهرستی از این مناطق در دنباله این نوشته درج شده است.

This gif shows the territory of Iran in various dynasties

## پیشینه

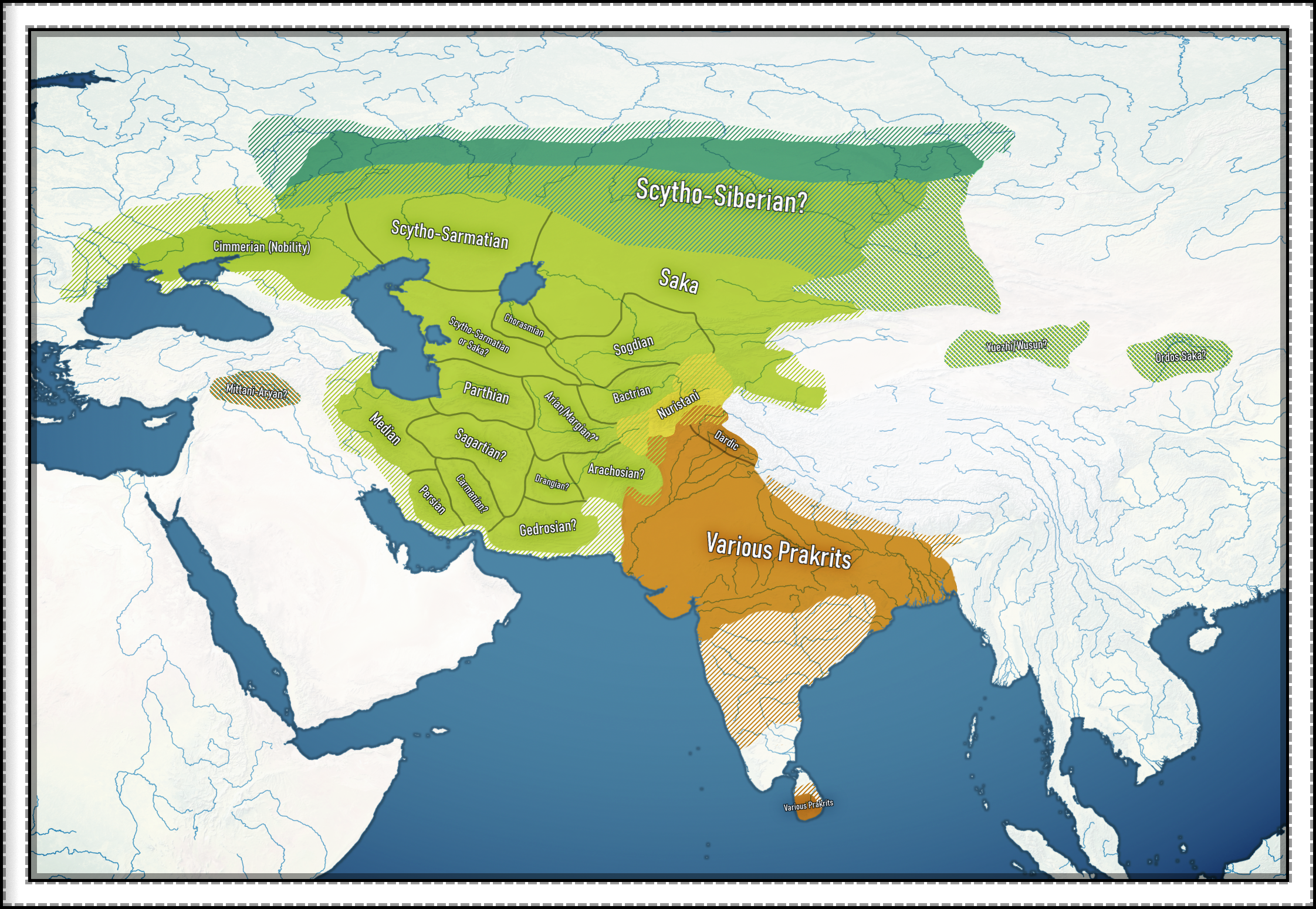
توزیع پیشین گویش‌های فرضی و گواهی شده هندوایرانی:
ایرانی
هندوآریایی
تایید نشده/پارا هندوایرانی
نورستانی

در دوران پیش از اسلام، ایرانیان سرزمین‌های زیر دست خود را به دو بخش تقسیم کرده بودند و آن‌ها را ایران و اَنیران می‌خواندند. ایران شامل بخش‌هایی بود که در آن مردمان ایرانی‌تبار باستان یا ایرانی زبان سکونت داشتند و آن منطقه از کشوری که هم‌اکنون به نام ایران خوانده می‌شود، به‌مراتب گسترده‌تر بود. چنین مفهومی از ایران (به‌عنوان یک سرزمین) ایران بزرگ را شکل داد. بعدها تغییرات بسیاری در مرزها و مناطقی که ایرانیان در آن زندگی می‌کردند، ایجاد شد؛ اما کماکان زبان و فرهنگ ایرانی بر بسیاری از بخش‌های ایران بزرگ باقی ماند.
برای نمونه، پیش از اشغال آسیای مرکزی و قفقاز توسط روسیه، زبان فارسی در این مناطق زبان اصلی ادبی بود. آسیای مرکزی همان‌جایی است که زبان پارسی نو در آن شکل گرفت. حتی فراتر از این‌ها به اعتراف دولت انگلستان، پیش از اشغال عراق توسط انگلستان در سال‌های ۱۹۱۸–۱۹۳۲ میلادی و اعمال ممنوعیت‌ها، در کردستان عراق زبان فارسی بکار می‌رفت.

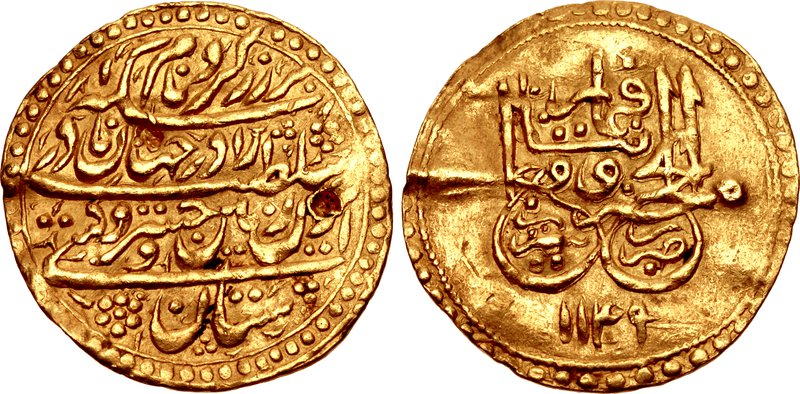
سکه اشرفی از نادرشاه افشار (ح. ۱۷۳۶–۱۷۴۷ میلادی)، متن پشت سکه: "سکه بر زر کرد نام سلطنت را در جهان، نادر "ایران‌زمین" و خسرو گیتی‌ستان."

با پیشروی مدام امپراتوری روسیه به سرزمین‌های جنوبی پس از دو جنگی که به ایران تحمیل شد و عهدنامه‌های گلستان و ترکمانچای و همین‌طور مرگ نابهنگام عباس میرزا در سال ۱۸۲۳ و قتل میرزا ابوالقاسم قائم مقام فراهانی، صدر اعظم ایران، بسیاری از خانات آسیای مرکزی امید خود را به پشتیبانی ایران در مقابل ارتش تزاری از دست دادند. ارتش روسیه سواحل آرال را در ۱۸۴۹، تاشکند را در سال ۱۸۶۴، بخارا را در سال ۱۸۶۷، سمرقند را در سال ۱۸۶۸ و نواحی خیوه و آمودریا را در سال ۱۸۷۳ تصرف کرد.
پاتریک کلاسون از انستیتو واشینگتن برای سیاست خاور نزدیک در واشینگتن:
«بسیاری از ایرانیان منطقه نفوذ فرهنگی خود را فراتر از مرزهای کنونی ایران می‌دانند. ایران زمانی بسیار بزرگ‌تر از مرزهای کنونی بود. در سده ۱۶ و ۱۷ نیروهای پرتغالی جزایر و بندرگاه‌های آن را تصرف کردند. در سده ۱۹ امپراتوری روسیه آنچه را که هم اینک ارمنستان و جمهوری آذربایجان خوانده می‌شود و بخش‌هایی از گرجستان را از تهران غصب کرد. کتاب‌های دانش آموزان دبستانی ایرانی دربارهٔ پیشینه ایرانیان نه تنها از شهرهایی مانند باکو می‌گویند بلکه دربارهٔ مناطقی فراتر در شمال همچو دربند در جنوب روسیه، آموزش می‌دهند. شاه [ایران] بیشتر آنچه را که در غرب افغانستان بر آن ادعای مالکیت داشت طی جنگ‌های ایران و انگلستان ۱۸۵۶–۱۸۵۷ از دست داد. در سال ۱۹۷۰ سازمان ملل متحد برای جداسازی بحرین که ایران ادعای تملک بر آن را داشت، رایزنی کرد. سده‌ها پیش نفوذ ایرانیان از جانب غرب به عراق کنونی و فراتر از آن می‌رسید. وقتی جهان غرب ایران را به مداخله در مناطقی فراتر از مرزهای خود متهم می‌کند، حکومت ایران اغلب باور دارد که اعمال نفوذش صرفاً در سرزمین‌هایی است که زمانی به او متعلق بودند. به همین نهج ایران از دست همان قدرت‌هایی شکایت دارد که تا به امروز مسبب شکست‌هایش شدند.»
پاتریک کلاسون:
«ایران امروز تنها گوشه‌ای از آن چیزی است که زمانی بود. از نظر وسعت، عراق، افغانستان، غرب پاکستان، بیشتر آسیای مرکزی و قفقاز تحت تسلط ایرانیان بود. بسیاری از ایرانیان امروز این نواحی را بخش‌های ایران بزرگ به‌شمار می‌آورند.»
«از زمان هخامنشیان، ایران به وسیله عوامل جغرافیایی تحت حفاظت بود. اما کوه‌های بلند و خالی بودن گستره فلات ایران دیگر در برابر ارتش روسیه یا نیروی دریایی انگلستان کافی نبود و ایران سقوط کرد. در ابتدای سده نوزده، آذربایجان، ارمنستان و افغانستان ایرانی بودند اما در انتهای آن سده تمامی این سرزمین‌ها در اثر مداخله نظامی اروپاییان از دست رفتند.»

## بخش‌بندی

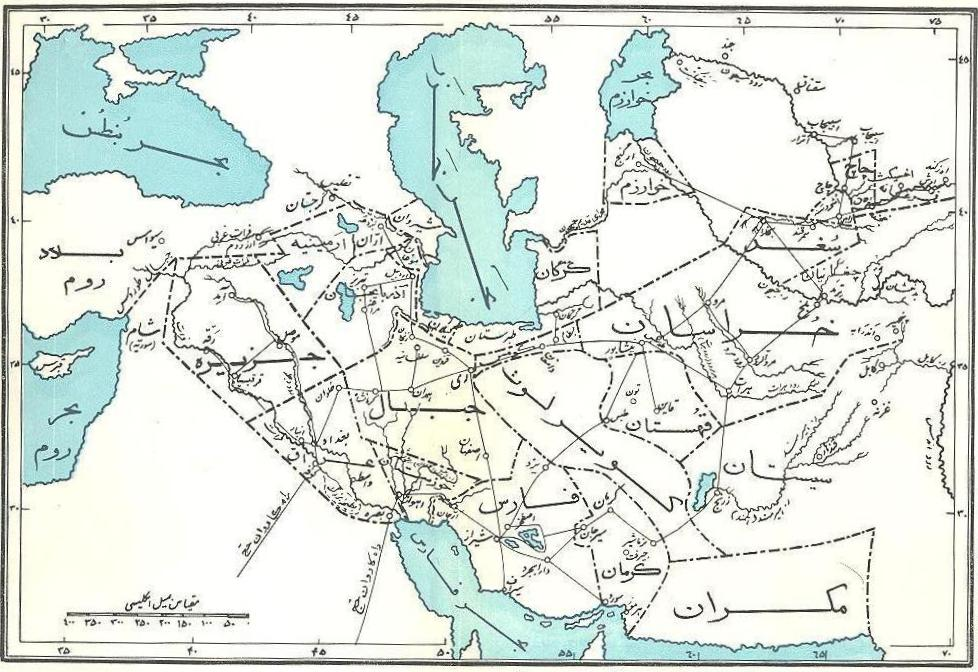
موقعیت جبال در نقشه ایران در عصر خلفای عباسی برگرفته از کتاب جغرافیای تاریخی سرزمین‌های خلافت شرقی

در سده میانی (قرون وسطی) سرزمین ایران بزرگ شامل دو بخش عراق عجم (بخش باختری) و خراسان بزرگ (بخش خاوری) و علی‌الخصوص غزنویان، سلجوقیان و تیموریان امپراتوری خود را به بخش‌های خراسانی و عراقی تقسیم کرده بودند. این موضوع در کتاب‌هایی مانند تاریخ بیهقی نوشته ابوالفضل بیهقی و فضائل الأنام من رسائل حجت‌الاسلام (مجموعه نامه‌های غزالی) و کتاب‌های دیگر دیده می‌شود. فرارود و خوارزم اغلب بخشی از خراسان محسوب می‌شدند.

## عراق

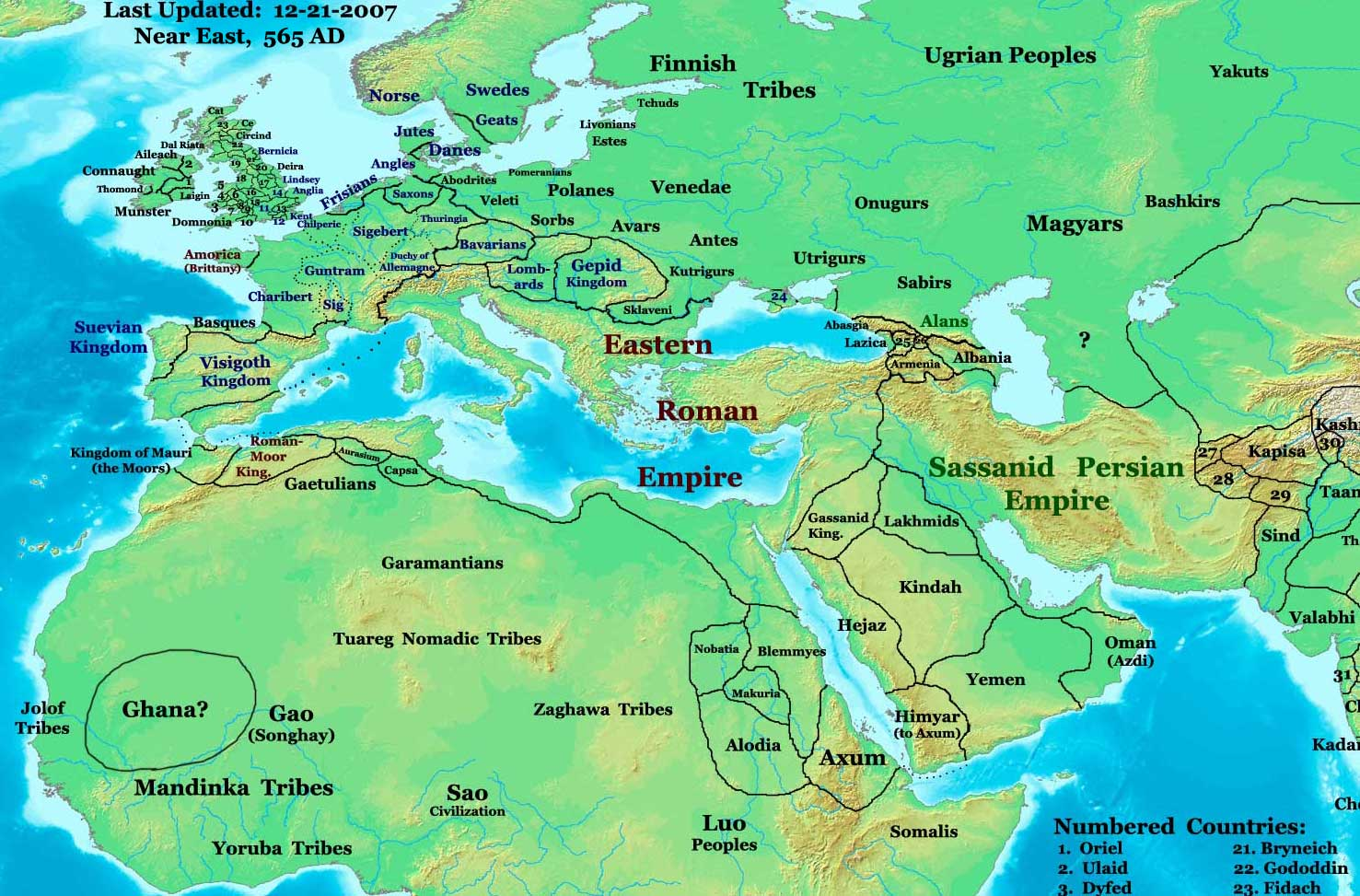
NE 565ad

در دوره‌های تاریخی عراق بخشی از شاهنشاهی‌های حاکم بر ایران بود و از فرهنگ ایرانی تأثیر بسزایی گرفته است؛ یکی از پایتخت‌های ساسانیان به نام تیسفون هم در عراق کنونی قرار داشته است و هنوز هم برخی شهرها و استان‌های عراق همچون الانبار یا بغداد نام‌های ایرانی دارند. شهرهای دیگر عراق هم نام‌های ایرانی داشتند مانند سورستان -->> کوفه، شهربان-->> مقدادیه، آشب-->> عمادیه. در دوران مدرن و شاهنشاهی صفوی، ایران در طول سال‌های ۱۵۰۱–۱۵۳۳ و ۱۶۲۲–۱۶۳۸ عراق را در کنترل داشت.

## کردستان
از لحاظ تاریخی و فرهنگی، کردستان بخشی است از آنچه که امروز با عنوان ایران بزرگ شناخته می‌شود. کردها به زبان ایرانی شاخه شمال غربی تکلم می‌کنند که با زبان فارسی خویشاوندی نزدیکی دارد.
همچنین کردها مردمانی ایرانی‌تبار هستند که در چهار کشور سوریه، عراق، ترکیه و ایران زندگی می‌کنند.

## قفقاز
پیش از تشکیل حکومت ماد، حکومت‌هایی همچون اورارتو و کولخیس در قفقاز شکل گرفته بود که قدمت برخی از آن‌ها به بیش از ۴٬۰۰۰ سال نیز می‌رسد، اما در نتیجهٔ جنگ‌های فرسایشی بین این دولت‌ها از قدرت آن‌ها کاسته شد و بعدها دولت هخامنشی آن را تصرف و به خاک خود ضمیمه نمود. بخش‌هایی از قفقاز در دوره‌هایی تحت تسلط حکومت ایران قرار داشت. در اوایل سده نوزدهم میلادی جنگ‌های ایران و روس بر سر تسلط بر مناطق جنوبی و شرقی قفقاز درگرفت. در پایان دورهٔ اول جنگ روسیه با انعقاد عهدنامهٔ گلستان بیشتر مناطق قفقاز و در پایان دورهٔ دوم جنگ با عهدنامهٔ ترکمانچای تقریباً تمامی این منطقه را به تصرف خود درآورد. با فروپاشی شوروی در سال ۱۹۹۱ سه جمهوری گرجستان، ارمنستان و آذربایجان در این منطقه اعلام استقلال کردند. از شاعران بزرگ پارسی‌گوی قفقاز می‌توان به خاقانی، نظامی، مجی، بدر، مهستی، هندوشاه نخجوانی و پسرش محمد بن هندوشاه اشاره کرد.

## ارمنستان
ارمنی‌ها از دوران هخامنشی بخشی از شاهنشاهی‌های متعدد ایران بودند؛ و از فرهنگ ایرانی به شدت تأثیر پذیرفتند. ارمنی‌ها البته از شاخه دیگری از گویشگران زبانهای هند و اروپایی هستند که به زبان‌های ایرانی مستقیماً مربوط نیست. در واقع ارمنستان باستانی ترکیبی بود از فرهنگ بومی، فرهنگ ایرانی و فرهنگ هلنی/مسیحی. در طول سده‌های بعد، در اثر برخورد با روس‌ها، رومی‌ها، اقوام اروپایی و لبنانی‌ها، هر یک از این اقوام و ملل، تأثیری بر فرهنگ ارمنی‌ها گذاشتند.

## سرزمین‌های آذربایجان

قفقاز پیش از امضای عهدنامه گلستان

پس از عهدنامه گلستان، ایران تمامی خانات جنوب قفقاز، شامل خانات باکو، خانات شیروان، خانات قره باغ، خانات گنجه، خانات شکی، خانات قبا و بخشی از خانات تالش را به امپراتوری تزاری واگذار کرد. دربند هم به همین شیوه به روس‌ها واگذار شد. این خانات امروز منطقه‌ای را تشکیل می‌دهند که جمهوری آذربایجان خوانده می‌شود. پس از عهدنامه ترکمانچای، ایران علاوه بر این سرزمین‌ها، خانات نخجوان و مغان و همین‌طور ایروان را هم به روس‌ها واگذار کرد. این مناطق امروز جمهوری‌های آذربایجان و ارمنستان را تشکیل می‌دهند. بیشتر این مناطق هنوز هم نام‌های ایرانی یا نام‌هایی برگرفته از زبان‌های ایرانی دارند. زبان آذری هم که زیرشاخه‌ای از زبان‌های ایرانی بود تا پیش از این که ترکی آذربایجانی ساخته و جایگزین آن شود، زبان چیره آذربایجان بود.
به اقلیم چهارم، یعنی ایرانشهر، ناف زمین گفته‌اند که میان رودبلخ تا آن سوی آذربایجان را در بر می‌گیرد و ارمنیه را تا فرات و دریای‌یمن و دریای فارس را تا مکران و طبرستان. و این لقب از آنجاست که این سرزمین، میانه زمین است و در خط اعتدال واقع شده و راستی اندام و اعتدال حال مردمان آن نیز از این است؛ زیرا که آنها نه مانند مردم روم و سیسیل سرخ روی هستند و نه مانند حبشیان سیاه، و نه مانند زنگیان سوخته و تیره و نه چون تُرکان تکیده‌اند و نه چون مردمان چین کوتاه قد— ثعالبی نیشابوری، ثمارالقلوب، ص۴۱۷

## گرجستان
ایبریا قفقاز (گرجستان) طی هزاران سال همواره تحت نفوذ سیاسی فرهنگی و قومی هخامنشیان، اشکانیان و ساسانیان بوده است. ایبریای قفقاز (گرجستان)، مناطق کارتلی و کاختی در دوران ساسانی مناطقی ایرانی بودند و تبار ایرانی به‌خصوص خاندان مهران و دیگر خاندان‌های ساسانی و ایرانی همانند خسرویانی‌ها، گوارامی‌ها، نرسیانی‌ها و باگراتیونی‌ها به‌شدت در ایبریای قفقاز (گرجستان) پررنگ بوده است بطوریکه تا ده‌ها قرن و اوایل قرن نوزدهم این فرمانروایی‌ها در اختیار این خاندانها بوده است. در دوران صفوی هم برخی رجال سرشناس و بزرگ حکومتی از اهالی گرجستان بودند. شرق گرجستان از زمان حمله آغامحدخان قاجار تا سال ۱۷۸۳ هم تحت قیومیت ایران بود تا اینکه در طی عهدنامه گرجیوسک در ۲۴ ژوئیه ۱۷۸۳ این مناطق بخشی از امپراتوری روسیه شناخته شدند. ایران بعدها طی قرارداد گلستان و ترکمانچای رسماً از ادعای مالکیت بر این مناطق چشم پوشی کرد.

## نخجوان
در دوران ساسانی، نرسه، هفتمین پادشاه از این سلسله، استحکامات نظامی در این منطقه ایجاد کرد. برخی شخصیت‌های فرهنگی و ادبی ایران در دوره قاجار هم از این منطقه بودند. نخجوان هم در سده نوزدهم و طی دو قرار داد گلستان و ترکمانچای از ایران جدا شد.

## شمال قفقاز
بخش شمالی قفقاز که امروز در جنوب روسیه قرار دارد، شامل جمهوری‌های داغستان، چچن، اوستیای شمالی-آلانیا، کاباردینو-بالکاریا برای مدت‌های طولانی قسمت‌هایی از ایران و در حوزه تمدنی ایران بود تا اینکه در قرون هجدهم و نوزدهم توسط امپراتوری روسیه تصاحب شد. تأثیرهای فرهنگ ایرانی حتی تا تاتارستان در مرکز روسیه هم قابل مشاهده است. برای نمونه بسیاری از مناطق در قفقاز از سبک معماری ساسانیان در دربند تقلید می‌کنند. حتی امروز هم پس از دهه‌ها جدایی این مناطق، رگه‌هایی از فرهنگ ایرانی همچو بزرگداشت نوروز در آن‌ها دیده می‌شود.

## آسیای مرکزی
در دوران پیش از اسلام و دوران خلافت خلفای اموی و عباسی، آسیای میانه ایرانی بود و اقوامی مانند باختری‌ها، سغدی‌ها، خوارزمی‌ها و مردم نیمه عشایر سکاها و داهان‌ها، خود را ایرانی می‌دانستند. و به زبان‌های ایرانی شرقی صحبت می‌کردند. پس از پراکنده شدن اقوام ترک، آسیای میانه به میهن قزاق‌ها، ازبک‌ها، تاتارها، ترکمن‌ها، قرقیزها و اویغورها تبدیل شد. زبان‌های ترکی تا حد زیادی جای زبان‌های ایرانی را که در این منطقه صحبت می‌کردند، گرفتند. در واقع پس از بیش از هزار سال در طول هزاره اول که آسیای میانه جایگاه مردمان باستانی ایران بود و به توران زمین ایرانی یا ایران بیرونی معروف بود، توسط عشایر مختلط ترک‌زبان اشغال شد. قزاق‌ها، ازبک‌ها، تاتارها، ترکمن‌ها، قرقیزها و اویغورها همگی درصدی از ژنتیک ایرانی را به ارث برده‌اند و زبان‌های آن‌ها نیز واژگان زیادی از زبان فارسی و زبان‌های ایرانی را در خود دارند. زبان میانجی یا زبان رسمی بسیاری از حکومت‌های هزار سال اخیر در این مناطق زبان فارسی بوده است و فقط در دو سده اخیر با اشغال توسط روسیه و چین و تلاش پانترکیسم، این زبان‌ها دیگر به ندرت در این مناطق به چشم می‌خورند. نام بسیاری از مکان‌ها و شهرها در این منطقه برگرفته از زبان فارسی است.

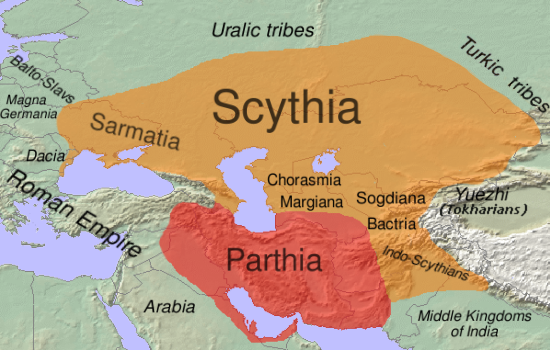
سکیستان در زمان اشکانیان (پارت‌ها)

آسیای مرکزی در درازای تاریخ با کوچ‌نشینان و جادهٔ ابریشم یادآوری شده است و مانند جاده‌ای برای پیوند مردم، جابجایی کالاها و اندیشه‌ها بین اروپا، خاورمیانه، آسیای جنوبی و آسیای شرقی بوده است. آسیای مرکزی در باستان و از آغاز تاریخ از پنج سرزمین مرگیانا (مرو)، غرب (باکتریا)، سغد، خوارزم و سکاستان تشکیل شده‌بود که مردمانشان ایرانی‌تبار بودند و به زبان‌های ایرانی میانه سخن می‌گفتند و این سرزمین‌ها در دوران باستان به مرور بخشی از شاهنشاهی ایران شدند.
سکاستان یا سرزمین سکاها یا سکیتیه یا تورانیان (منابع غربی) 
(به یونانی کهن: Σκυθία، Skuthia، سکوثیا) سرزمینی بود در اوراسیا که از ۴۰۰۰ پیشامیلاد تا سدهٔ ۲ پسامیلاد (به مدت حدود ۴۲۰۰ سال) زیستگاه گروهی از مردمان ایرانی‌تبار و از قوم آریایی بودند به نام سکا بود. مرزهای آن در گذر زمان جابه‌جا شده است ولی معمولاً مرزهای غربی آن گسترده‌تر از آن بود که در این نقشه نشان داده شده است. این کشور در شمال پارتیه (ایران امروزی) و در جای امروزی روسیه و اوکراین و چندین کشور دیگر جای داشت. پس از ۴۲۰۰ سال نام این کشور به مدت ۳۰۰ سال سکِستان بود و کم‌کم به توران تغییر کرد و در دوره قاجار کاملاً نابود شد. تنها اسناد و مدارک از ۴ پادشاه هست ولی گمان می‌رود سکیستان بیش از ۱۳۰ پادشاه داشته است.
گمان می‌رود اجداد مردمان کنونی شمال ایران و کشورهای حاشیه قفقاز سکاهای باستانی باشند. دین سکائی بسیار شبیه به دین ایران باستان بوده و آن دسته از سکایی‌هایی که در اثر مهاجرت‌های گسترده در مجاورت یونان قرار گرفتند تحت تأثیر دین و فرهنگ یونانی قرار گرفتند.

## قزاقستان

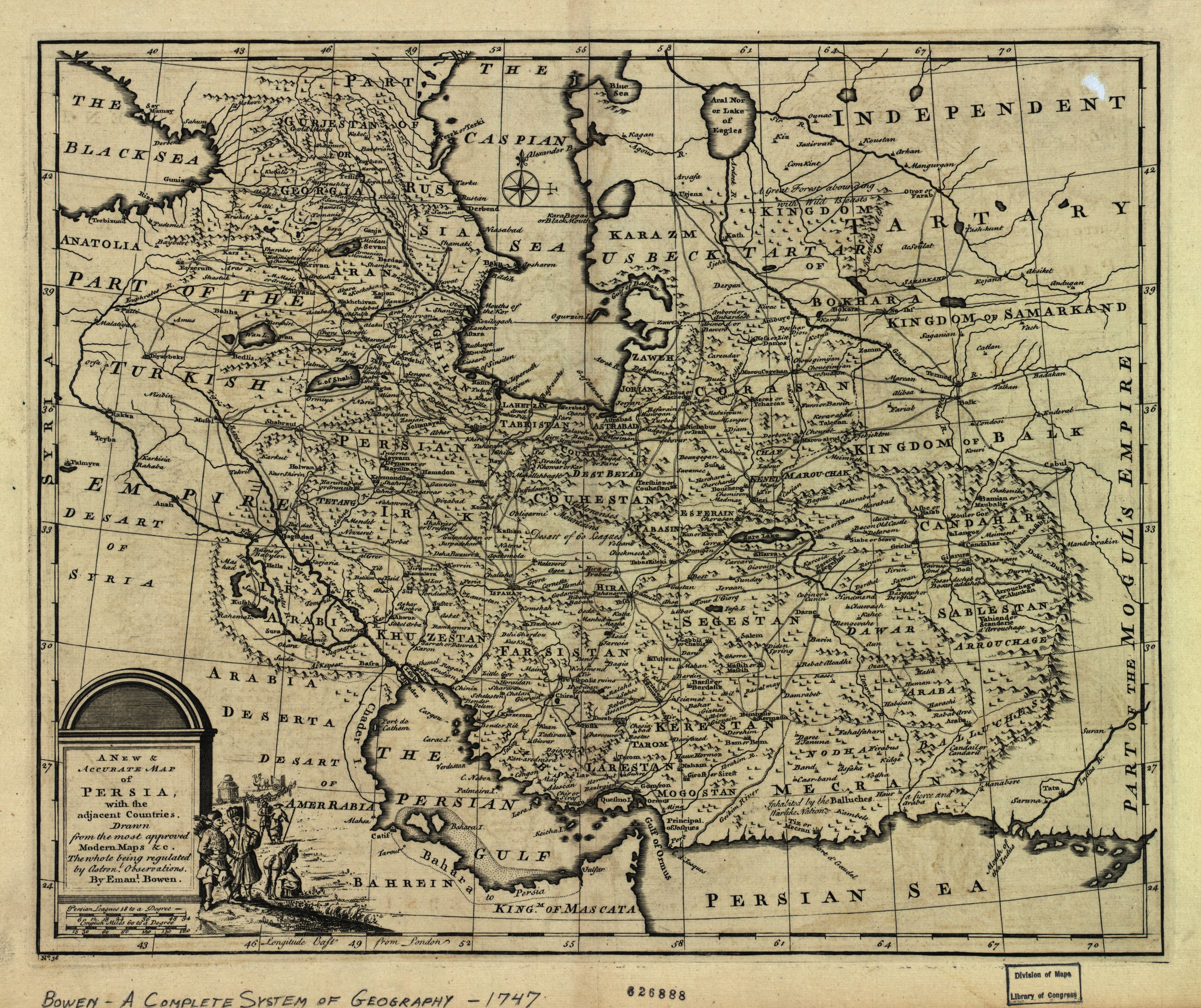
امپراتوری ایران در دوران افشاریان سال ۱۱۲۶ خورشیدی (۱۱۶۰ قمری)

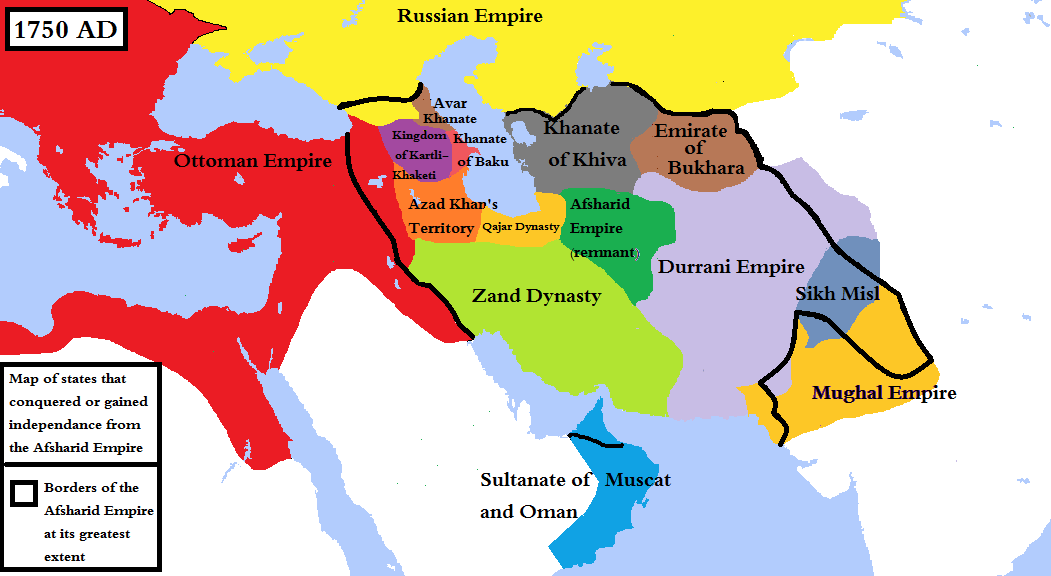
قلمرو دولت‌های منطقه پس از تجزیه دولت افشار

بیشترین پهناوری سلسله افشاری در زمان نادرشاه - تمامی مناطق شامل ازبکستان و ترکمنستان امروزی با مجموع حدود ۹۰۰ هزار کیلومتر مربع و بخش‌هایی از جنوب قزاقستان امروزی (در حدود ۶۰۰ هزار کیلومتر مربع) تا ۱۷۴۷ میلادی متعلق به ایران بود.

ساکنان اصلی آسیای مرکزی از مردم ایرانی‌تبار سَکا بودند. مردمان ترک‌تبار از سده پنجم به این‌سو آغاز به نفوذ و کوچ در این منطقه کردند. بخش‌های بزرگی از مناطق جنوبی قزاقستان امروزی (در حدود ۶۰۰ هزار کیلومتر مربع) تا اواسط سده هجدهم میلادی (مرگ نادرشاه در سال ۱۷۴۷ میلادی) از اراضی ایران افشاری به حساب می‌آمدند.

### شهرهای با پیشینه ایرانی در قزاقستان
معماری و ادبیات آسیای مرکزی ریشه در معماری ایرانی دارد. سغدی‌ها در قرون وسطی نقش بسیار عظیمی در آسیای مرکزی داشتند و قبل از اسلام، تعداد بسیاری از شهرها و کاروان‌سراهایی که در جاده ابریشم قرار داشتند، توسط سغدی‌ها ساخته شده‌اند. در غرب چین و نزدیک به مرز قزاقستان شهر ژرکینت وجود دارد که نام درست فارسی آن یارکند است مثل چیمکند، تاشکند، سمرکند یا پنجکند که پسوند سغدی (ایرانی) کند دارند. در کتابخانه ابوریحان بیرونی در ازبکستان ۴۳ هزار نسخه خطی نگهداری می‌شود که ۳۹ هزار تای آن به زبان فارسی است. در شهر آلماتی چندین نسخه خطی نادر به زبان فارسی وجود دارد که در جای دیگر یافت نمی‌شود. از جمله دو کتاب از عبدالرحمان جامی که در شهر بلخ کتابت شده و تحفةالاحرار که ۲۳ سال قبل از مرگ جامی در زمان زنده بودن او کتابت شده است. در قزاقستان به خصوص شهر آلماتی، تعدادی از مردم هنوز فارسی‌زبان هستند. در استان قزاقستان جنوبی چند مدرسه فارسی برای تاجیک‌هایی ساخته شده که سال‌ها در آن جا ساکن هستند. نباید فراموش کنیم که هم زبان فارسی و هم زبان‌های ایرانی در قزاقستان وجود دارند. کردهای قزاقستان که ریشه آنها به ایران برمی‌گردد و ایرانی‌تبار هستند حدود ۵۰ هزار نفر از جمعیت قزاقستان را تشکیل می‌دهند. در شهر آلماتی در میدان جمهوری مجسمه سرباز سکایی وجود دارد. پیش تر تقریر شد که سکاها از اقوام ایرانی بودند. در موزه ملی قزاقستان هم پیکره‌های دیگری از ایرانیان باستان وجود دارد. در طول تاریخ بخش‌هایی از قزاقستان به خصوص جنوب قزاقستان، بخشی از امپراتوری ایران به حساب می‌آمد. در ادبیات فارسی بارها با نام طراز و بت قبچاق برخورد می‌کنید که در شعر فارسی بسیار آمده است. در قرون وسطی نیز زبان فارسی در آسیای مرکزی، به‌ویژه بعد از سامانیان، بسیار گسترش پیدا کرده بود و حتی پادشاهان ترک و مغول نژاد افتخار می‌کردند که با آن صحبت کنند و به آن شعر بگویند. در کتاب شهرستان‌های ایرانشهر آمده است که نخستین شهری که ایرانیان بنیاد کردند، سمرکند بود. ایرانیان در نزدیکی سمرکند شهرهای چاچ، بخارا و اسپیجاب را ساختند. شهرهای ختن و کاشغر نیز از آفریده‌های ایرانیان است
در ادبیات فارسی به‌طور فراوان نام شهرهای اسپیجاب و طراز آمده است برای نمونه در شعر رودکی سمرقندی آمده است:
| روی به محراب نهادن چه سود؟ |  | دل به بخارا و بتان طراز  |
| ایزد ما وسوسهٔ عاشقی        |  | از تو پذیرد، نپذیرد نماز |

یا در شاهنامه فردوسی بارها ذکر شده است. برای نمونه:
| بفرمود تا کوس با کره‌نای      |  | زدند و فروهشت پرده‌سرای     |
| به خارا و سغد و سمرقند و چاچ |  | سپیجاب و آن کشور و تخت عاج |
| تهی کرد و شد با سپه سوی گنگ  |  | بهانه نجست و فریب و درنگ   |

اسپیجاب و طراز از شهرهای سامانیان بودند. اسماعیل سامانی مردم زرتشتی طراز را به اجبار مسلمان کرد. در بعضی از کتاب‌های تاریخ مردم شهر طراز، مسلمان و فارسی‌زبان نام برده شده‌اند.
- مقاله اصلی: طراز

تراز کهن

طراز یا تراز ابتدا از آن سغدیان بود. پس از آن چینی‌ها و گوکترکان نیز به منطقه‌ای که طراز در آن قرار داشت وارد شدند. طراز در دوره‌های بعد جزئی از پادشاهی سامانیان شد و سامانیان دین اسلام را با خود به این شهر آوردند. زبان فارسی، زبان رسمی سامانیان نیز در آن زمان زبان رسمی منطقه تراز شد. در روزگار باستان طراز در منطقه شمال سرزمین سغد قرار داشت و به تبع آن ساکنانش عمدتاً سغدیان بودند. سغدی‌ها قومی ایرانی نژاد بودند که به زبان سغدی از زبان‌های ایرانی تکلم می‌کردند. سرزمین سغد به دلیل قرار داشتن در مسیر اصلی جاده ابریشم از اهمیت بالایی برخوردار بود و به نوعی دالان اصلی ارتباط مردم چین و شمال هند با ایرانی‌ها، اروپایی‌ها و تمدن‌های خاور نزدیک بود. پس از ورود ترکان آسیای میانه مانند گوک‌ترک‌ها و نیز چینی‌های هان تغییراتی در ترکیب نژادی منطقه پیدا شد و عناصر ترک‌تبار با مردم بومی آن منطقه آمیخته شدند به گونه‌ای با ترکیب سغدی‌ها و ترکان و چینیان مهاجر و نیز ورود سامانیان به آن منطقه زبان سغدی به سرعت به نفع فارسی و ترکی عقب‌نشینی کرد. امروزه بازمانده‌های سغدیان تنها در دره رود زرافشان در شمال تاجیکستان که در فاصله‌ای نزدیک به طراز قرار دارد یافت می‌شوند. تاجیکان فارسی‌زبان و ترکان که روس‌ها به آن‌ها سارت می‌گفتند حدود ۷۵٫۴۶٪ جمعیت شهر را تشکیل می‌دادند و هم‌تبار مردم زرافشان بودند.
- مقاله اصلی: فاراب

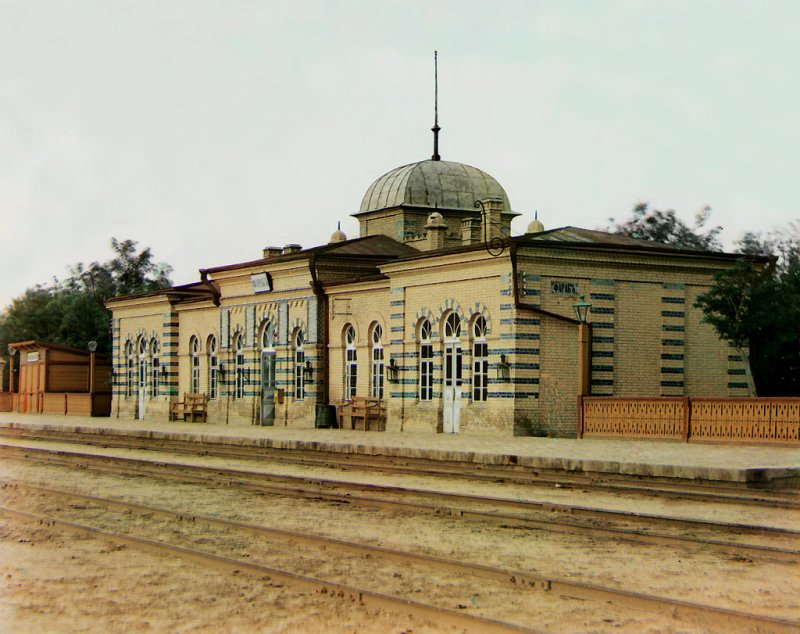
ایستگاه راه‌آهن فاراب، اثر سرگی میخائیلوویچ پروکودین گورسکی

فاراب یا اُترار نام شهری‌است کهن در کرانه باختری سیردریا. فاراب نام کهن تر این شهر است و نام اترار در سده‌های میانه براین شهر نهاده‌شد. این شهر در کنار راه ابریشم جای داشته و امروزه ویرانه‌هایش در نزدیکی شهر قرتو در قزاقستان کنونی جای دارد. ابونصر فارابی و اسماعیل بن حماد جوهری از فاراب بوده‌اند. تیمور لنگ در این شهر مرده است. همچنین نقطه شروع حمله مغول به ایران این شهر بود به دلیل اینکه حاکم وقت این شهر غایرخان بود که بازرگانان مغول را کشت زمانی که مغولان این شهر را محاصره کردند شهر ۵ ماه مقاومت کرد. نام و واژه فاراب (فاریاب، پاریاب) واژه‌ای فارسی و به معنی زمینی است که با آب قنات و رود آبیاری می‌شود و دیم نیست.
- مقاله اصلی: اسپیجاب

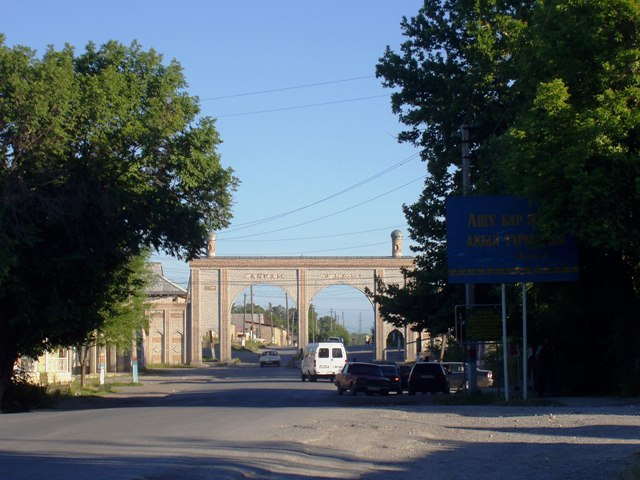
دروازه اصلی شهر اسپیجاب

اَسپیجاب (نام‌های دیگر: اسفیجاب، سپیجاب، سیرام و شبران) شهر و ناحیه‌ای در کشور قزاقستان است. اسپیجاب در دوره سامانیان ناحیه پهناوری بود که سرزمین‌های حاصل‌خیز پیرامون رود اریس را در بر می‌گرفت و از خاور تا دره تلس (طراز) امتداد می‌یافت و مرکز آن نیز به اسپیجاب آوازه داشت. این شهر در جلگه‌ای بر کران راست رود سیردریا قرار داشت. فردوسی، اسپیجاب (سپیجاب) را در نبرد ایرانیان و تورانیان، در قلمرو تورانیان دانسته است. مردم اسپیجاب، مانند اهالی بلاساغون و تراز به زبان‌های سغدی و ترکی سخن می‌گفتند. نوح بن اسد، فرمانروای سامانی سمرقند، کناره‌های استپ‌های ترک‌نشین قزاقستان امروزی را نیز فتح کرد و در سال ۲۲۵/۸۴۰ حصاری به دور شهر اَسپیجاب کشید تا از آن در برابر حملات ترکان حفاظت کند. این شهر به سبب لشکرکشی‌های خوارزمشاهیان، به ویژه یورش مغولان در ۶۱۶ق دستخوش ویرانی و کشتار فراوان شد و پس از آن رونق، ارزش و نام آن از میان رفت. دربارهٔ ریشه واژه اسپیجاب دو احتمال وجود دارد. یکی که اینکه اسپیجاب از دو واژه پهلوی اسپیگ(درخشان) و آب ساخته شده و دیگری نزدیکی واژه اسپیج با واژه سپید فارسی است. کاشغری در دیوان لغات الترک از اسپیجاب با نام شهر سفید (مدینةالبیضاء) یاد کرده است. گویا همزمان با یورش مغول به فرارود، اسپیجاب به سیرام تغییر نام داد.
- مقاله اصلی: چیمکند

چیمکند (صورت‌های دیگر: چیمکنت، شیمکنت، به قزاقی: Шымкент / Şımkent) شهری در قزاقستان و مرکز استان قزاقستان جنوبی است. چیمکند با ۶۲۹٬۶۰۰ نفر جمعیت (سال ۲۰۱۱) پس از آلماتی و آستانه سومین شهر پرجمعیت قزاقستان است. چیمکند در ۶۹۰ کیلومتری غرب آلماتی و ۱۲۰ کیلومتری شمال تاشکند، پایتخت ازبکستان، واقع شده است. چیمکند در سده دوازدهم میلادی در مسیر راه ابریشم و به‌عنوان کاروانسرایی برای پاسداری از شهر اسپیجاب که در ده کیلومتری خاور چیمکند قرار دارد ساخته شد. محل این کاروانسرا با گذر زمان به بازاری برای بازرگانی میان کوچ‌نشینان و یکجانشینان تبدیل شد.
- مقاله اصلی: مرکه

مرکه یا مرکی مرکز بخشی به همین نام در استان ژامبیل در جنوب قزاقستان پشت کوه‌های تیان‌شان در ۱۲۰ کیلومتری آلماتی و در نزدیکی مرز قرقیزستان است که معروف به قم قزاقستان است و مردم آن شیعیان ایرانی هستند. جمعیت شیعه در این کشور ریشه و فرهنگ و نژاد و زبان ایرانی دارند. مردم این شهر آذربایجانی‌های ایرانی هستند که توسط بلشویکها در سال ۱۹۳۸ به این ناحیه کوچانده شده‌اند. این افراد از آذربایجانی‌های عشایری بودند که در مرز ارس تردد می‌کردند و پس از این که در سال ۱۹۱۸ مرزها بسته شد، در آن سوی مرز گرفتار و محبوس شدند. حکومت شوروی از ترس شورش این افراد، آن‌ها را به قزاقستان کوچاند و تا امروز نیز در آنجا ساکن هستند. بر اساس آخرین آمار مجمع جهانی اهل‌بیت از شیعیان قزاقستان در سال ۲۰۰۸ میلادی از مجموع ۱۵ میلیون و ۳۴۶ هزار نفر جمعیت قزاقستان، ۳۵۴ هزار و ۸۵۰ نفر شیعه هستند که نسبت آن‌ها به کل جمعیت این کشور حدود ۲٫۳ درصد است. جمعیت شیعه در این کشور ریشه و فرهنگ و نژاد و زبان ایرانی دارند.

## خوارزم
خوارزم بخشی از ایران‌زمین یا همان ایران بزرگ، سرزمین ایرانیان کهن بود. بر طبق نظر برخی پژوهشگران مدرن کتاب باستانی اوستا، خوارزم همان‌جایی است که در ابتدا ایرییانم وَئِجه (ایران‌ویج) یا ایران خوانده شد. این منابع می‌گویند کهنه‌گرگانج در متن پهلوی وندیداد هشتمین سرزمین اهورا مزدا، یا اروه نامیده می‌شود. برخی پژوهشگران هم مانند التون دنیل، مورخ دانشگاه هاوایی، اعتقاد دارند که خوارزم به احتمال زیاد موطن مردم اوستایی است. دهخدا هم خوارزم را مهد قوم آریا معرفی می‌کند. امروزه خوارزم میان جمهوری‌های متعدد آسیای مرکزی تقسیم شده است.

## خراسان
افزون بر خوارزم، خراسان هم در محدوده جغرافیایی مشابهی قرار دارد. (محدوده خراسان از خاور سمنان، تا باختر افغانستان تا مجاورت ایالت باختر است) استان‌های کنونی همچون سنجان در ترکمنستان، خراسان رضوی، خراسان شمالی و خراسان جنوبی در ایران همگی بخش‌هایی از خراسان کهن هستند. تا پیش از سده سیزده میلادی و حمله مغول، خراسان پایتخت فرهنگی ایران بزرگ به‌شمار می‌آمد.

## بلوچستان

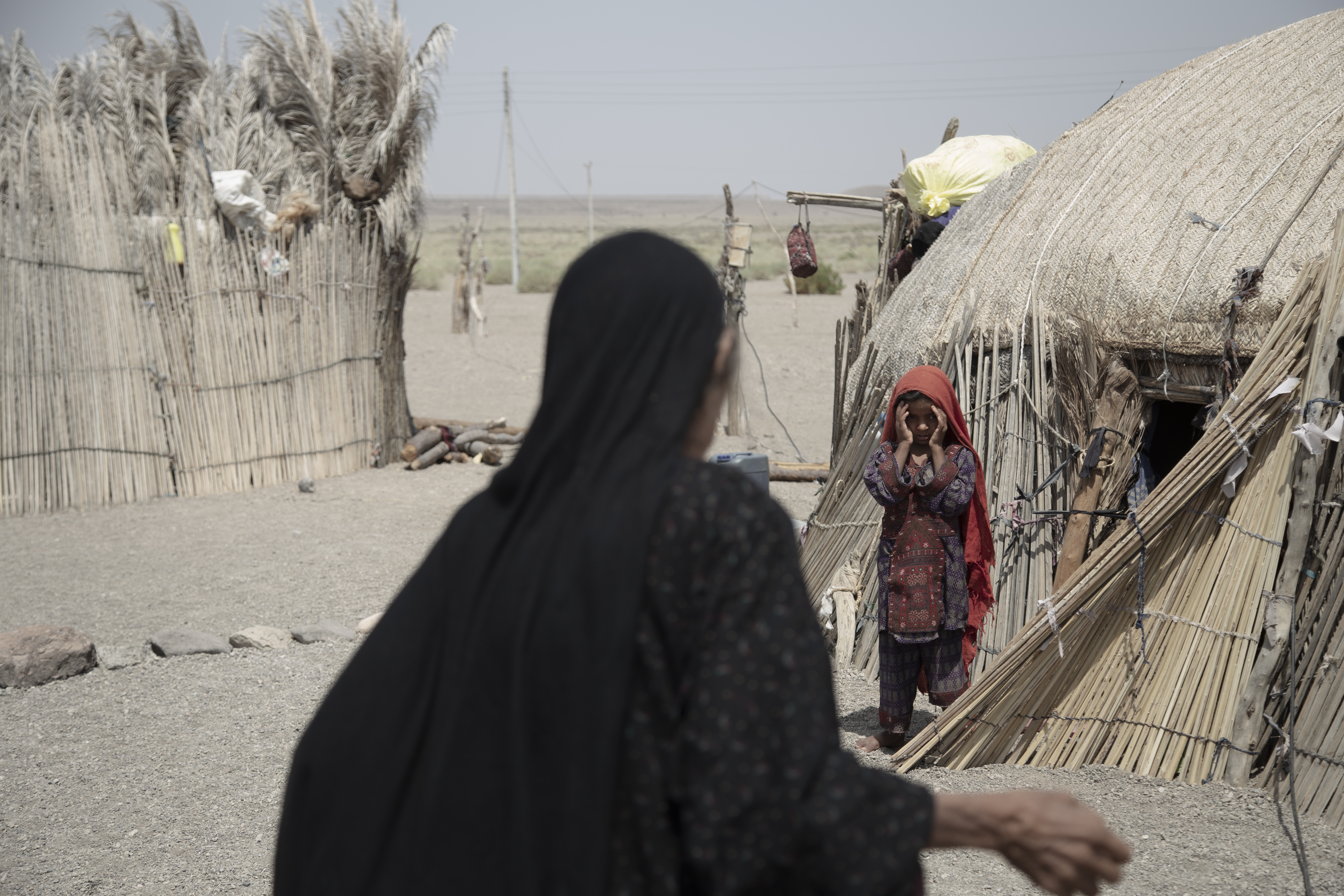
بلوچ‌های ساکن استان کرمان در ایران

بلوچستان، مسکن مردمان بلوچ از نژاد آریایی
و منطقه ای در جنوب غربی آسیا می‌باشد. مرزهای آن را به‌طور دقیق نمی‌توان مشخص کرد اما گسترهٔ آن در غربی‌ترین نقاط از حوزه هلیل رود در استان کرمان کنونی، جلگهٔ میناب در استان هرمزگان ایران و در امتداد دریای مکران و در منتهی‌الیه شرقی‌ترین نقطه به رود مهران در غرب ایالت سند منتهی می‌شود. شمال بلوچستان نیز مشخصا ولایات نیمروز، هلمند و قندهار در جنوب افغانستان مدرن و بخش کوچکی از خراسان جنوبی (نهبندان) در کشور ایران را در بر می‌گیرد.
ساکنان بلوچستان را به‌طور عمده مردم بلوچ و به شکل جزئی و پراکنده پشتون‌ها، مردم هزاره و فارسی زبانان تشکیل می‌دهند.
بلوچ‌ها به زبان بلوچی که یکی از زبان‌های ایرانی غربی و از شاخه شمال غربی می‌باشد سخن می‌گویند.
در طول تاریخ کهن عمدتاً قسمت‌های بزرگی از بلوچستان کنونی به شکل مستقیم یا غیر مستقیم بخشی از امپراتوری‌های ایرانی پیشدادیان، کیانیان، هخامنشیان، اشکانیان و ساسانیان بوده است.
در سال‌های ۱۸۷۱ و ۱۸۷۲ و تحت حکمیت قرارداد گلدسمید طی دو مرحله دو بخش از بلوچستان از کنترل حاکمیت مرکزی ایران خارج شدند که هم‌اکنون بخشی در خاک افغانستان و بخش بزرگتر در پاکستان واقع شده است.

## سین کیانگ
بخش خودگردان تاشکورگان دارای فرهنگ و مردمان ایرانی است. تاشکورگان همواره با کاشغر، یارکند، ختن و تورفان بخشی از تاریخ و فرهنگ ایران بزرگ به‌شمار می‌آید.
منطقه سین کیانگ پیش از سکونت مهاجران مغول و اقوام ترک، سرزمینی ایرانی بوده که اقوام و قبایل ایرانی همچون سکاها و سغدها، یعنی گویشوران زبان‌های ایرانی شرقی در آن به سر می‌بردند. در کتب تاریخی از سکونت شاخه‌هایی از اقوام آریایی در منطقه سین کیانگ نام برده شده که برخی از آنان دارای حکومت‌های محلی نیز بوده‌اند. رواج زبان سغدی از آثار ماندگار فرهنگ ایرانی قدیم در این منطقه به‌شمار می‌آید. عبور جاده ابریشم از این منطقه موجب شده نژادهای گوناگونی با فرهنگ‌های مختلف در آن ساکن شوند.
در اثر افزایش تعداد مهاجران، جمعیت قبایل آریایی و ایرانی رو به کاهش گذاشت و کم‌کم آریایی‌ها، مردمان ایرانی‌تبار و فارسی‌زبانان در جمعیت غالب ذوب شدند. در سده نهم (۸۴۰ میلادی) به علت بروز قحطی و خشکسالی و بحران اجتماعی در فلات مغولستان، تعداد زیادی از مغول‌ها از محل سکونت خود مهاجرت و به سرزمین سین کیانگ وارد شدند که از اختلاط مهاجران و سایر اقوام ترک با ساکنان بومی (سکاها یا همان آریائی‌ها) نژاد جدیدی به وجود آمد که بعدها به اویغورها معروف شدند.
نقاشی‌ها و آثار کشف شده از قبرستان باستانی شهر گائوچانگ و اجساد مومیایی کشف شده از واحه‌های حوضه تاریم که هم‌اکنون در موزه تاریخی شهر اورومچی مرکز سین کیانگ نگهداری می‌شود، و همچنین سکه‌های فراوان دوره‌های مختلف ساسانی که از این منطقه کشف شده و آثار بر جای مانده از آیین مانوی و زرتشتی در منطقه سین کیانگ به ویژه در غار هزار بودای تورفان و غار دون هوان، حکایت از حضور فرهنگ مزدیسنا و ریشه ایرانی مردم در این منطقه دارد.
در اواخر سده نهم و اوایل سده دهم میلادی و همزمان با حاکمیت سلسله سامانیان (۹۹۹–۸۴۰) اسلام در منطقه سین کیانگ گسترش یافت و مردم اویغور زبان به آیین اسلام گرویدند.
در اوایل سده نوزدهم در میان طومارهای مکشوفه تورفان، متون مانوی و نیز اسنادی هم به زبان‌های پارسی میانه و سغدی کشف شد. دانشمند آلمانی متون زبان‌های ایرانی که در این منطقه کشف شده بود را با سختی بسیار خواند.

## شبه قاره هند
الیاس‌شاهیان و عادل‌شاهیان و سلطان‌نشین بهمنی و تغلق‌شاهیان مردم ایرانی تباری بودند که بر هند حکومت کردند.

## چین
ووسون و شیونگ‌نو و یوئه‌چی مردم ایرانی تباری بودند که در غرب و شمال چین، قزاقستان، مغولستان، منچوری و سایر استپ‌های آسیا (در محدوده سیبری) زندگی می‌کردند.

## تجزیه ایران؛ عهدنامه‌ها (تاریخ تجزیهایران)

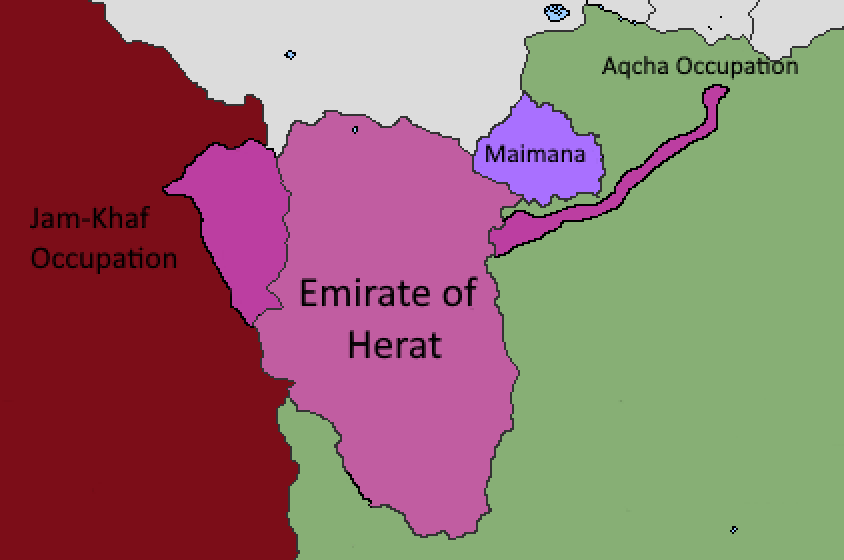
امارت هرات ۱۷۹۳ تا ۱۸۶۳ میلادی

ساکنان اصلی آسیای مرکزی از مردم ایرانی‌تبار سَکا بودند. مردمان ترک‌تبار از سده پنجم به این‌سو آغاز به نفوذ و کوچ در منطقه کردند. بخش‌های بزرگی از مناطق جنوبی قزاقستان امروزی (در حدود ۶۰۰ هزار کیلومتر مربع) به همراه تمامی ازبکستان و ترکمنستان امروزی (با مجموع حدود ۹۰۰ هزار کیلومتر مربع) از اراضی ایران افشاری تا اواسط سده هجدهم میلادی (مرگ نادرشاه در سال ۱۷۴۷ میلادی) بخشی از ایران بود. با مرگ نادرشاه، با ضعف دولت ایران و حکومت مرکزی وقت ایران، بدون اینکه قراردادی به‌طور رسمی بسته شود حدود ۱٫۵ میلیون کیلومتر مربع از اراضی ایران در آسیای مرکزی به تدریج از کنترل ایران خارج شد. ضمن اینکه این واقعه، در عمل سبب شد تا امپراتوری درانی ایجاد شود و کشوری به نام افغانستان موجودیت پیدا کند. ایران تا عهدنامه پاریس ۱۸۵۷ چنین کشوری را به رسمیت نمی‌شناخت و آن را بخشی از ایران می‌دانست هر چند تنها بر بخش‌های غربی آن (در حدود ۱۶۵ هزار کیلومتر مربع از غرب افغانستان یعنی ولایت هرات تاریخی) تسلط داشت. باید توجه داشت که بر اساس متون و نقشه‌های قدیمی، منظور از ولایت هرات که در ۱۸۵۷ از ایران جدا شد (جدایی هرات از ایران و شکل‌گیری افغانستان) نه ولایت هرات امروزی بلکه منطقه‌ای به گستردگی چهار ولایت امروزی افغانستان بود که شامل چهار ولایت هرات، ولایت بادغیس، ولایت فراه و ولایت نیمروز امروزی و در حدود یک چهارم مساحت افغانستان امروزی است.

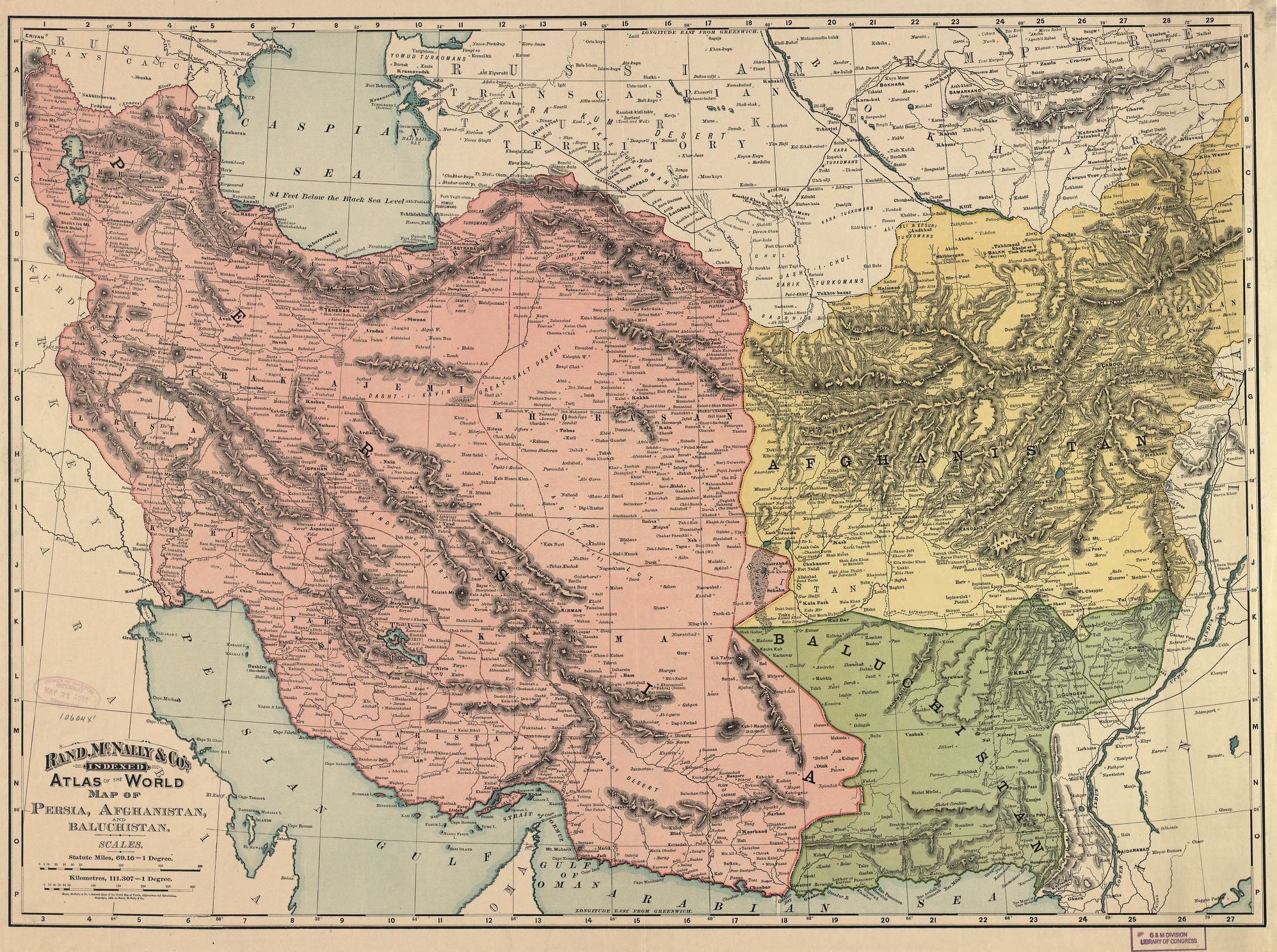
نقشه ایران، افغانستان و بلوچستان انگلیس، ۱۸۸۹–۱۸۹۰

عهدنامه‌های زیر شامل تجزیه ایران از دوره ایران صفوی تا به امروز است:
1. عهدنامه قصر شیرین ۱۶۳۹: امپراتوری صفوی ایران به‌طور رسمی بغداد و آنچه را که امروز کشور عراق خوانده می‌شود، به امپراتوری عثمانی واگذار کرد.
2. پیمان سن پترزبورگ: در ۲۱ سپتامبر ۱۷۲۳ برابر با ۳۰ شهریور ماه ۱۱۰۲ خورشیدی / ۲۰ ذی الهجه ۱۱۳۵ میان امپراتوری تزاری روسیه و امپراتوری صفوی ایران بسته شد و به جنگ بین ایران و روسیه پایان داد. طبق این پیمان ایران مجبور به واگذاری سرزمین‌هایش در قفقاز شمالی، قفقاز جنوبی و شمال سرزمین امروزی ایران شامل دربند (داغستان)، باکو، اراضی تابع اطراف شیروان و همچنین استان‌های گیلان، مازندران و استرآباد گشت.[۸۸] طبق این پیمان معین شد که سربازان روسی به شاه ایران برای برقراری آرامش و صلح داخلی کمک کنند.[۸۹]
3. پیمان همدان: پیمان صلحی بود میان هوتکیان و عثمانیان در اکتبر ۱۷۲۷ در پی جنگی که این دو را درگیر کرده بود، در همدان بسته شد. هنگام فروپاشی دولت صفوی، امپراتوری عثمانی و امپراتوری روسیه از ضعف ایران برای پیوست کردن شمار فراوانی از مناطق مرزی بهره برده بودند. اشرف افغان به‌عنوان وارث قانونی تاج‌وتخت ایران، خواستار بازگرداندن همه سرزمین‌های پیوست شده به عثمانی بود و همین امر باعث شد تا امپراتوری عثمانی به سردمداران جدید ایران (دودمان هوتکی) اعلان جنگ دهد.
4. پیمان کردن (Treaty of Kerden): عهدنامه‌ای میان افشاریان ایران و امپراتوری عثمانی بود که در ۴ سپتامبر ۱۷۴۶ منعقد شد. به موجب این عهدنامه خط مرزی میان دو کشور به همان خط مرزی تعیین شده در عهدنامه قصرشیرین (۱۶۳۹) بازگشت (همان خط مرزی میان ایران و ترکیه امروزی و ایران و عراق امروزی) یعنی ایران تمامی متصرفات خود در میان رودان و آناتولی شرقی را به دولت عثمانی واگذار کرد. این معاهده ده سال پس از پیمان استانبول امضا شد. الحاق مناطق شرقی عثمانی (شرق آناتولی و عراق) به ایران در معاهده استانبول (۱۷۳۶) توسط ایران به عثمانی‌ها تحمیل شده بود.
5. عهدنامه گلستان ۱۸۱۳: ایران بخش بزرگی از سرزمین‌های خود را در قفقاز از دست داد.
6. عهدنامه ترکمانچای ۱۸۲۸: این عهدنامه به وسیله روسیه تزاری و فتحعلی شاه به امضا رسید و موجب استیلای روس‌ها بر قفقاز شد.
7. پیمان منطقه ای مستشاران انگلیس که بر این اساس ایران در اواسط سده نوزدهم از ادعای خود بر مناطق و سواحل جنوبی خلیج فارس مانند امارات امروزی (استان جلفاوه) و سواحل شرقی عربستان امروزی (استان الشرقیه) دست برداشت.[۹۰] استعمار بریتانیا از سال ۱۸۰۹ به بهانه حفظ امنیت خلیج فارس از اعراب بادیه نشین جنوب خلیج فارس که اجداد حکام کنونی شیخ نشین‌های جنوب خلیج فارس بودند و از راه دزدی دریایی امرار معاش می‌کردند، استقرار یافته بود. در سال ۱۸۵۳ بریتانیا در راه تثبیت سلطه خود، حکام منطقه را در کنفراسی جمع کرد و آن‌ها قراردادی را تحت عنوان صلح دریایی جاویدان (Perpetual Maritime Peace) امضا کردند که به موجب آن بریتانیایی‌ها اجازه یافتند نه تنها به بهانه مبارزه با دزدان دریایی بلکه به بهانه حفظ امنیت خلیج فارس بتوانند در هر حادثه ای که در کرانه‌های خلیج فارس اتفاق می‌افتد مداخله کنند. ساحل دزدان به ساحل آشتی یا امارات متصالحه تغییر نام پیدا کرد (تاریخ امارات متحده عربی).[۹۱][۹۲][۹۳][۹۴][۹۵][۹۶][۹۷][۹۸][۹۹][۱۰۰][۱۰۱] حاکمیت ایران بر کل خلیج فارس در سال ۱۸۰۹ با عهدنامه مجمل و در سال ۱۸۱۲ با عهدنامه مفصل به رسمیت شناخته شده بود. ضمن این که امپراتوری پرتغال پس از شکست از ایران در سده‌های قبل این مناطق را به ایران واگذار کرده بود.
8. عهدنامه پاریس ۱۸۵۷: این قرارداد توسط ناصرالدین شاه به امضا رسید و ایران بخشی از هرات و افغانستان امروزی را در ازای تخلیه بندرگاه‌های جنوبی این کشور که تحت اشغال بریتانیا بود، به آن دولت واگذار کرد و کشور افغانستان را به رسمیت شناخت.
9. حکمیت گلداسمیت ۱۸۷۱ جدایی مکران و بلوچستان. (قرارداد گلدسمید)
10. حکمیت گلداسمیت ۱۸۷۳ جدایی بخش‌هایی از سیستان. (قرارداد گلدسمید)
11. عهدنامه ارزروم دوم ۱۸۷۴ جدایی ولایات سلیمانیه.
12. عهدنامه آخال ۱۸۸۱: در این قرارداد که به توسط ناصرالدین شاه به امضا رسید، ایران مرو و بخش‌هایی از خوارزم و فرارود را در ازای تضمین امنیت به امپراتوری روسیه بخشید.
13. قرارداد ۱۸۹۳: ایران بخش‌های بیشتری از سرزمین خود که هنوز بر پایه قرارداد آخال جزئی از ایران بود از جمله سرزمین‌های نزدیک رود اترک را به امپراتوری روسیه واگذار کرد. این قرارداد توسط ژنرال بوتسوف[۱۰۲] و میرزا علی اصغر امین السلطان در ۲۷ می۱۸۹۳ به امضا رسید.[۱۰۳]
14. قرارداد ۱۹۰۷: بر طبق قرارداد سن پترزبورگ، ۱۹۰۷ میلادی ایران به سه بخش تقسیم شد.
15. مقاوله نامهٔ تهران (۱۹۱۱) تجزیهٔ ولایات خانقین.
16. تجزیهٔ آگری (آرارات کوچک) و نواحی بورالان (۱۹۳۲). بورالان نام منطقه ای وسیع با وسعت یکصد و شصت هزار هکتار است که در نقطه صفر مرزی ایران و ترکیه قرار گرفته است و با کشورهای ارمنستان و آذربایجان نیز دارای مرز مشترک می‌باشد. از این وسعت تنها شصت و هشت هزار هکتار از منطقه بورالان در داخل مرزهای ایران قرار گرفته است.
17. جدایی دشت ناامید در سال ۱۹۳۵.
18. پیمان سعدآباد: در سال ۱۹۳۷ مناطقی از ایران جدا و مناطقی به ایران اضافه شد (مبادله).
19. تجزیهٔ قریهٔ فیروزه (۱۹۵۴).
20. تجزیهٔ بحرین ۱۹۷۰: در دوره سلطنت محمدرضا پهلوی، بحرین که به لحاظ تاریخی بخشی از کشور ایران بود و به‌طور عملی از دوران قاجار انگلیسی‌ها آن را اشغال کرده بودند در ازای پس دادن جزایر سه‌گانه ایران (حاکمیت ایران بر جزایر سه‌گانه) مستقل شد.[۱۰۴][۱۰۵] همچنین دو جزیره زرکوه و جزیره آریانا که در مالکیت ایران بود، سال هاست همچنان در اشغال امارات است.
21. عهدنامه‌های ارزروم: در سال‌های ۱۸۲۳ و ۱۸۴۷
22. تغییر نام پهنه‌های آبی ایران در سال‌های ۱۹۹۷ تا ۲۰۰۵: تغییر نام دریای پارسی یا دریای ایرانیان یا دریای عجم به دریای عرب در سده هفدهم توسط انگلیس، تغییر نام دریای مکران یا مکران پارس به دریای عمان در سده هجدهم توسط انگلیس، تلاش برای تغییر نام خلیج فارس (تحریف نام خلیج فارس) و تلاش برای جا انداختن نام غیرایرانی دریای خزر به جای نام ایرانی دریای کاسپین. دریای عرب واژه جدیدی است که سازمان آبنگاری بین‌المللی در سال ۱۹۳۸ به عنوان نام رسمی برای آب‌های شمال اقیانوس هند که بخشی از سواحل سیستان و بلوچستان ایران را هم در بر می‌گیرد، تصویب کرد.[۱۰۶]

## نقشه‌ها

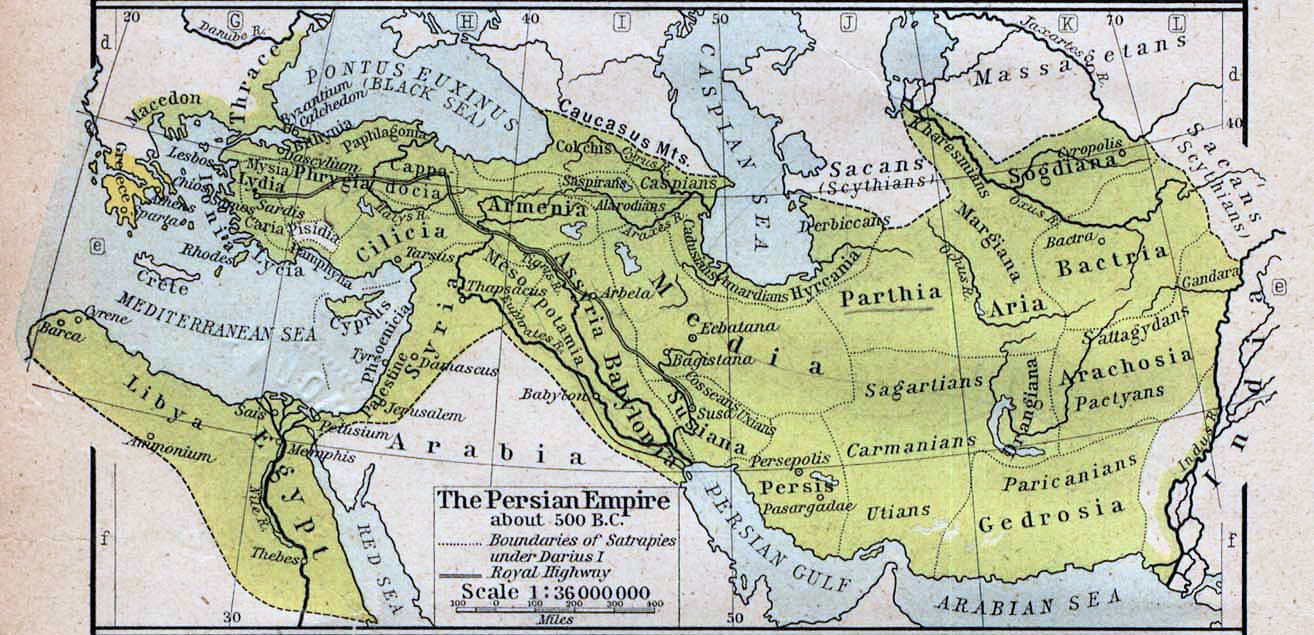
نقشهٔ مربوط به سال ۵۰۰ ق. م.
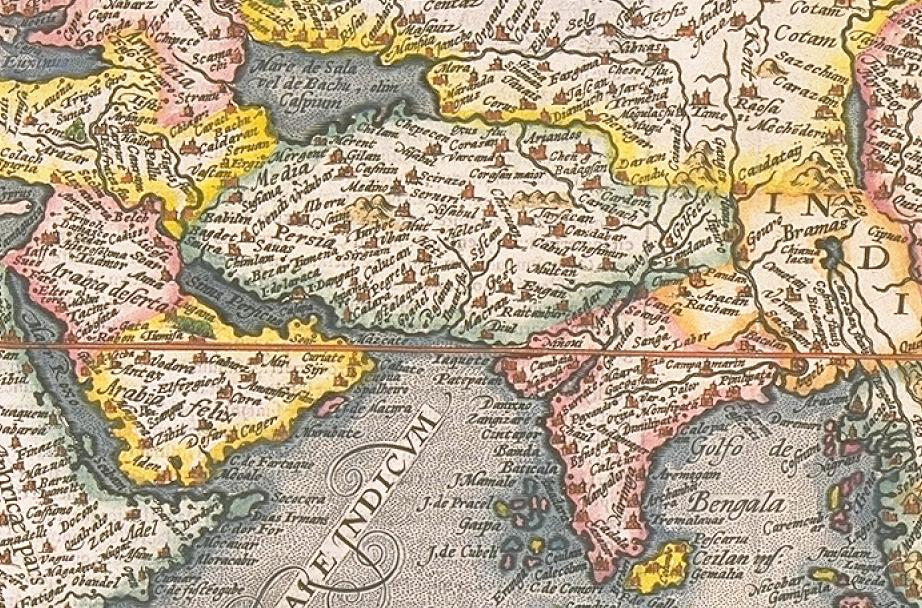
نقشهٔ آلمانی مربوط به سال ۱۵۹۸
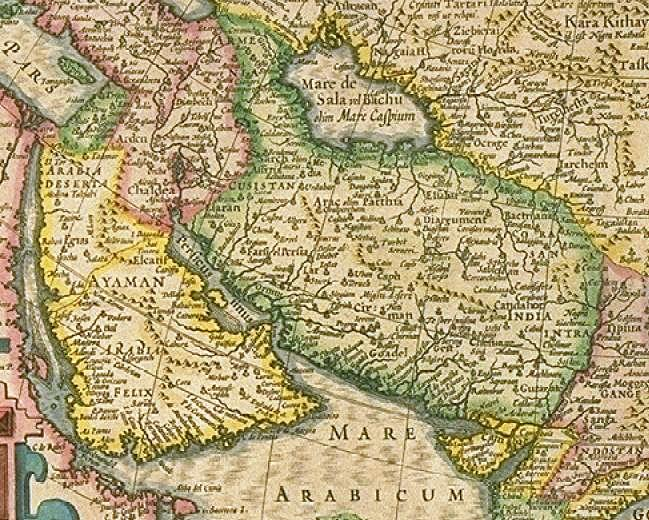
نقشهٔ سال ۱۶۱۰ که توسط یک جغرافی‌دان هلندی تهیه شده و بلخ و گرجستان را در میان سرزمین‌های ایران نشان می‌دهد.
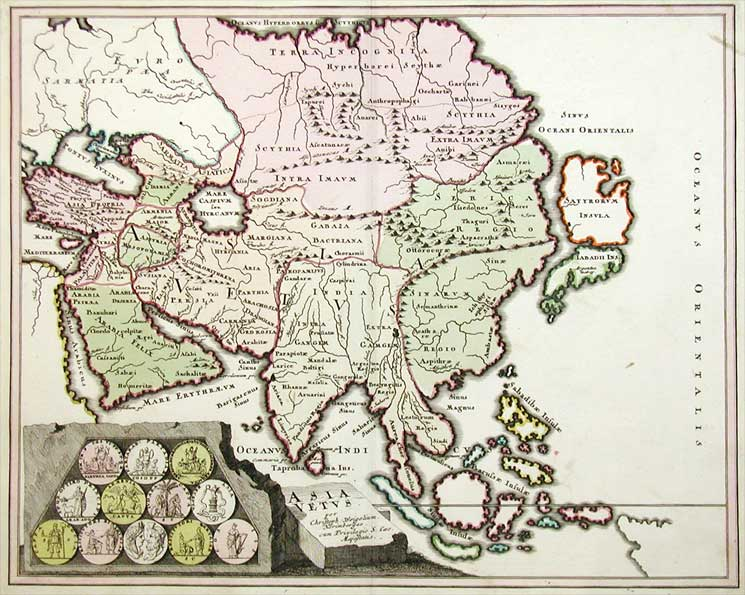
نقشهٔ آسیا در سال ۱۷۱۹
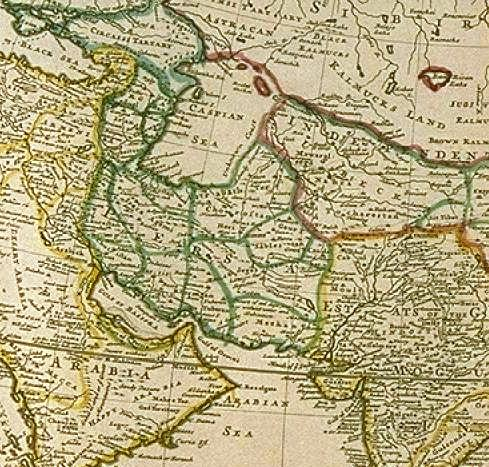
نقشهٔ هرمن مل در سال ۱۷۲۰
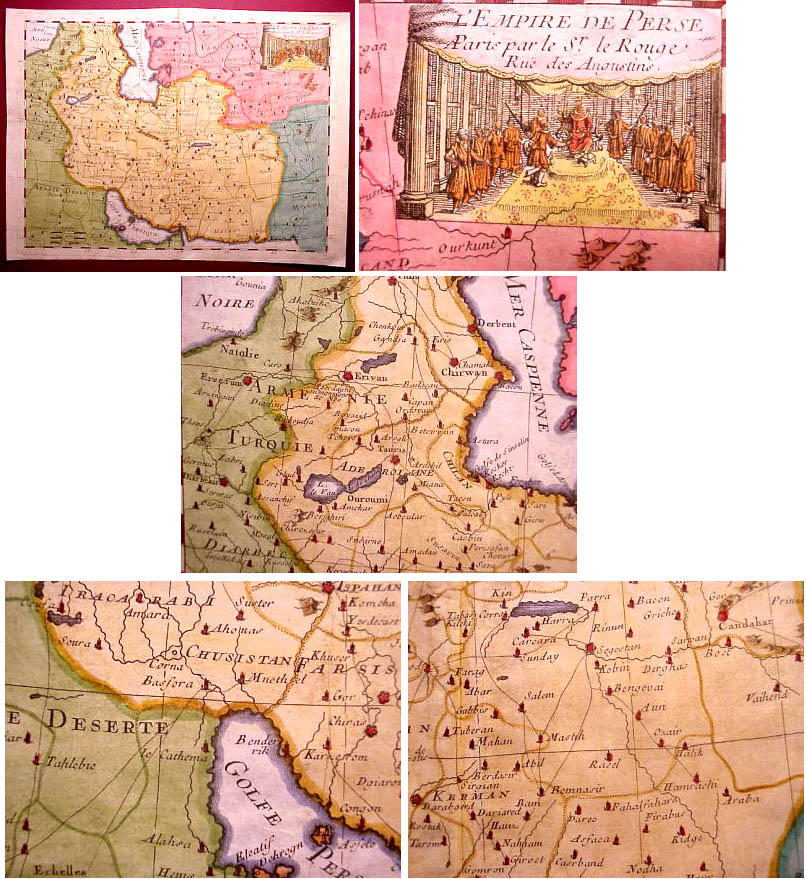
نقشهٔ ایران مربوط به قرن هجدهم و سال ۱۷۴۸ در پاریس
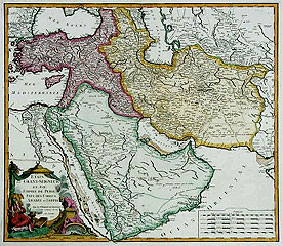
نقشهٔ سال ۱۷۵۳ بخش‌هایی که با رنگ زرد معلوم شده محدودهٔ ایران را نمایش می‌دهد.
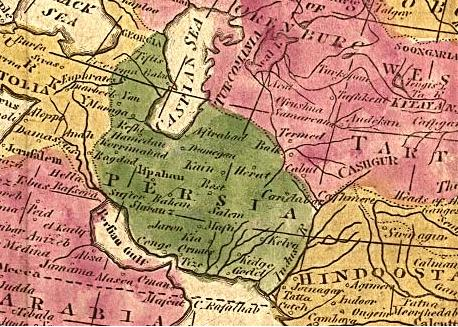
نقشهٔ بریتانیایی سال ۱۸۰۸
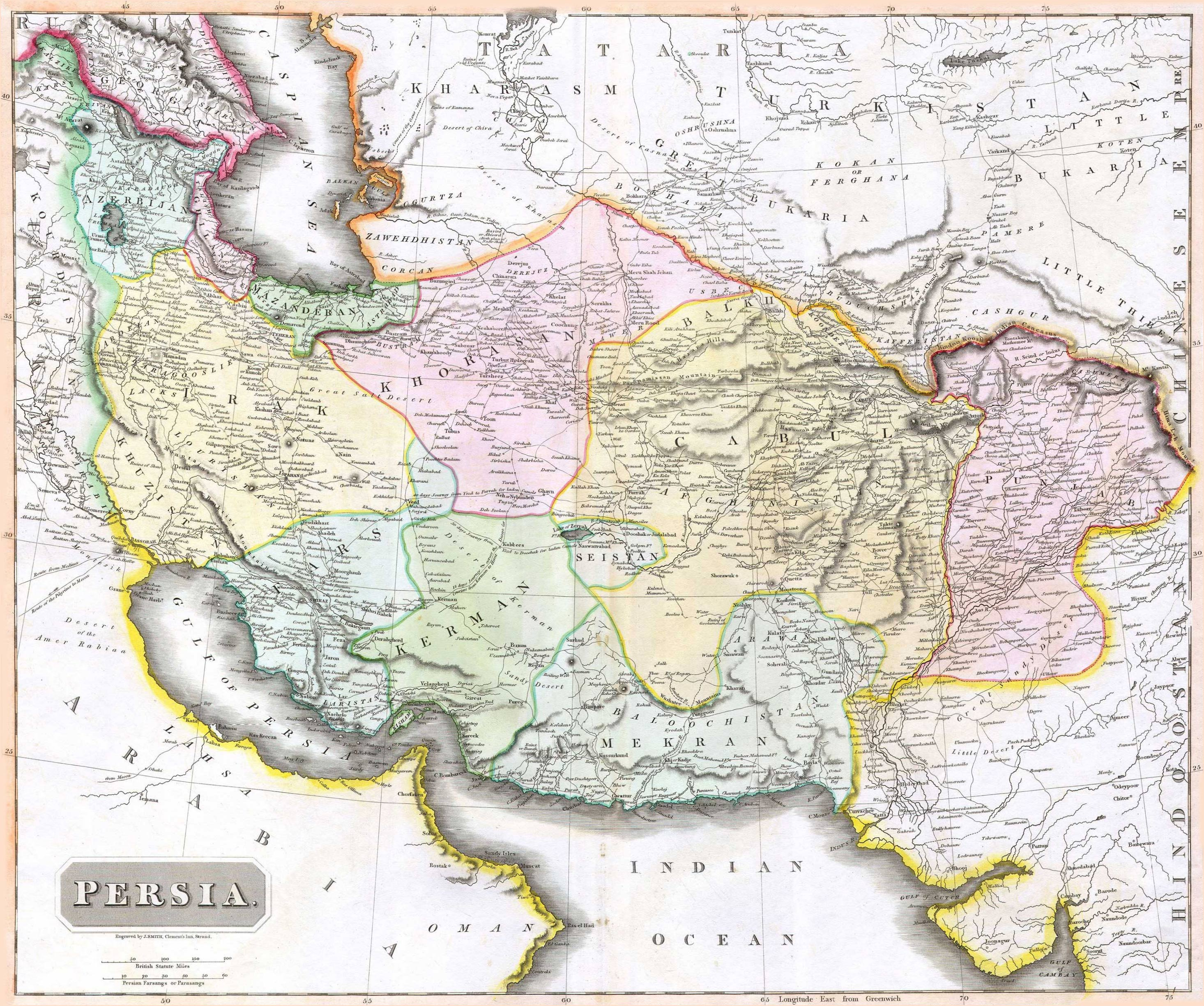
نقشهٔ ایران در سال ۱۸۱۴
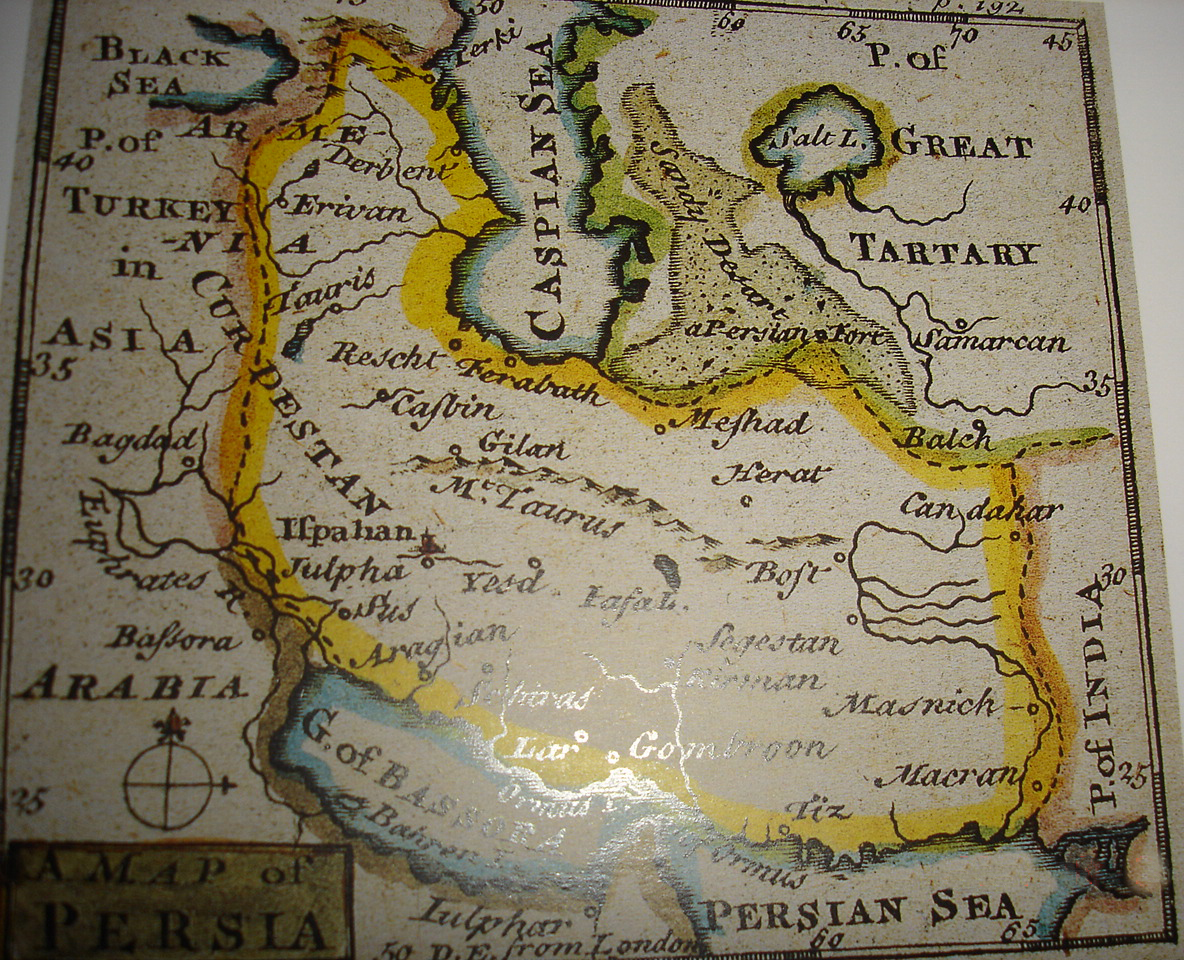
نقشهٔ مربوط به قرن نوزدهم

## کنفدراسیون ایران
- مقاله: رویدادهای تاریخ افغانستان: دوران محمدظاهرشاه - خط دیورند - چندپارگی هند - جدایی هرات از ایران - شکل‌گیری افغانستان

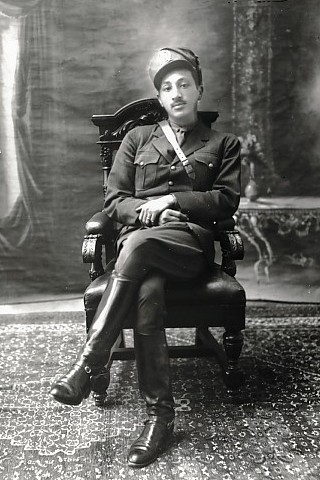
محمدظاهر شاه در دهه ۱۹۳۰.

ایده کنفدراسیون ایران (فدراسیون ایران) یا اتحادیه ایران (اتحادیه ایران بزرگ) نخستین بار توسط محمدظاهر شاه پادشاه افغانستان مطرح گردید سال‌ها صحبت از ایجاد کنفدراسیون ایران و افغانستان در میان بود؛ و برای بار دوم توسط ژنرال ایوب خان رئیس‌جمهور پاکستان در سال ۱۳۴۱ خورشیدی تحت عنوان کنفدراسیون ایران و افغانستان و پاکستان مطرح شد.

### ماجرای مطرح کردن ایده کنفدراسیون ایران و افغانستان
در نوروز سال ۱۳۳۹، سردار محمدداوود صدراعظم وقت افغانستان به ایران آمد تا دربارهٔ این موضوع بررسی‌های تازه‌ای صورت گیرد و به این سبب، وی هم در مراسم نوروز آن سال شرکت کرد؛ زیرا نوروز آیین مشترک مردم دو کشور است که پیش از قتل نادرشاه افشار، قلمرو حکومتی واحدی را تشکیل می‌دادند.
اتباع دو کشور دارای نیاکان (تاریخ) زبان و فرهنگ مشترک هستند و به همین دلیل طبق نظر جامعه شناسان از جمله «ماکس وبر» یک ملت محسوب می‌شوند و به همین صورت تاجیک‌های فرارود (پارسیان) که اینک در چند کشور زندگی می‌کنند. ترس از همین خویشاوندی و وحدت فرهنگی است که در سال‌های اخیر فشارهای تازه‌ای وارد می‌آید که افغان‌ها و به ویژه پشتون‌ها به ایران و پارسیان فرارود (تاجیک‌ها) نزدیک نشوند.

### ماجرای مطرح کردن ایده کنفدراسیون ایران و افغانستان و پاکستان

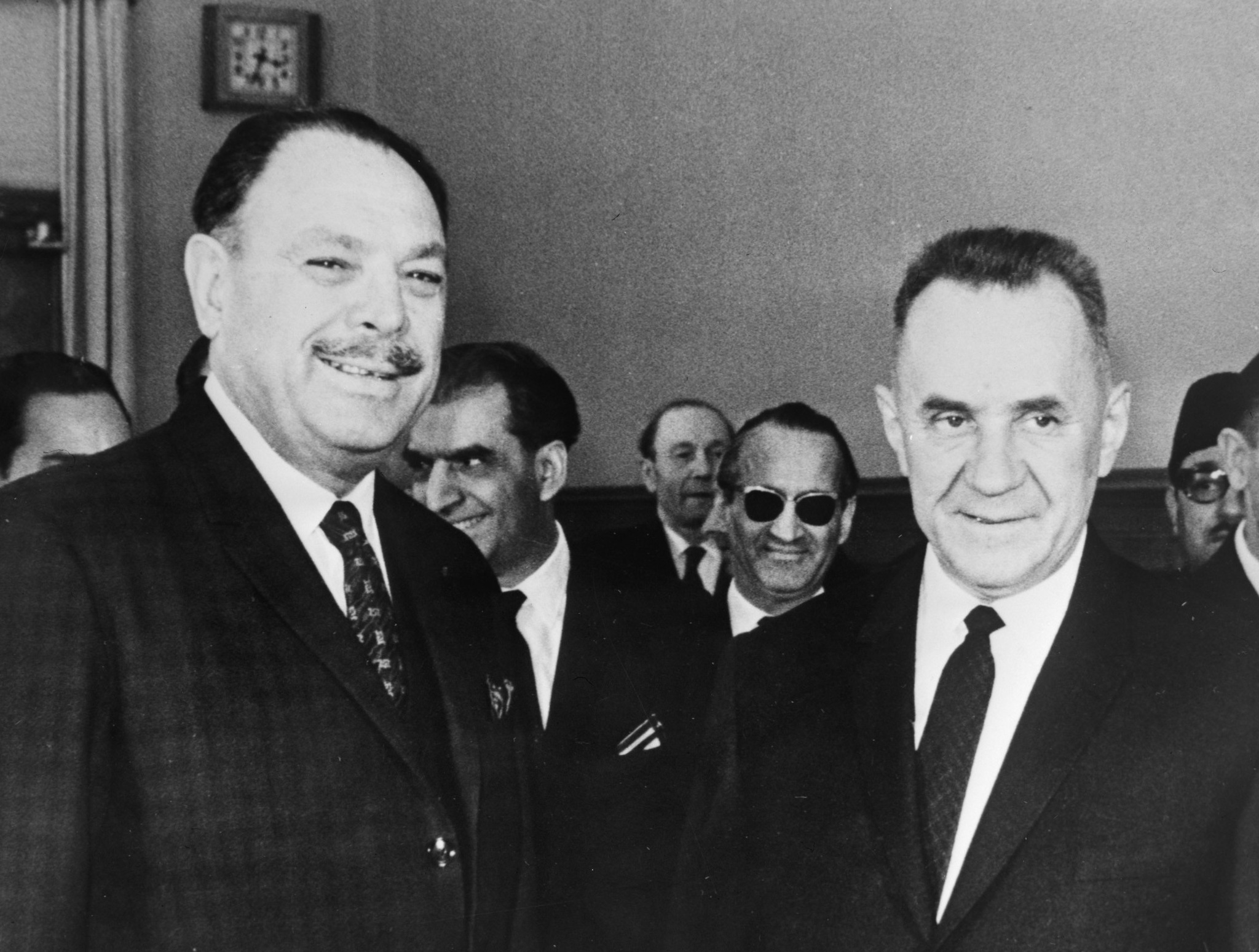
ایوب خان و آلکسی کاسیگین در دهه ۱۹۶۰.

ژنرال ایوب خان رئیس‌جمهور پاکستان در سال ۱۳۴۱ خورشیدی برابر با ۱۹۶۲ میلادی خطاب به یک اجتماع بزرگ در کویته گفته بود که افغانستان، ایران و پاکستان در بین دو قوه بزرگ یعنی اتحاد شوروی و هند قرار گرفته‌اند و نظر به این وضع برای بقای این سه کشور برادر، اتحاد با هم یک امر ضروری می‌باشد؛ زیرا در صورت اختلافات داخلی، مقابله آن‌ها با فشارهای خارجی مشکل خواهد بود و شاید در این صورت کشورهای سه‌گانه از هم جدا شده و خاتمه بیابند ولی هرگاه این سه کشور با هم متحد شوند، از خود به خوبی دفاع خواهند کرد.
رئیس‌جمهور پاکستان در میان کف زدن‌های ممتد حضار گفت که اگر چنین پیشنهادی به عمل آید، پاکستان از همه پیشتر این پیشنهاد را قبول خواهد کرد. وی گفت مردمان پاکستان، ایران و افغانستان به یک نژاد تعلق دارند و بین آن‌ها رشته‌های عمیق تاریخی و کلتوری وجود دارد و به عقیده وی مردمان این سه کشور برای دفاع در مقابل فشارهای خارجی و سعادت خود این اتحاد را می‌پسندند.
چند روز بعد، ذوالفقاری سفیر ایران در کابل، هنگام دیدار با سردار نعیم خان وزیر خارجه وقت دربارهٔ این اظهارات ایوب خان گفتگو کرد. سفیر ایران به نعیم خان گفت که "اتحادی که ایوب خان از آن صحبت کرده، آرزوی همه ماست". نعیم خان گفت: «بله همین‌طور است؛ ولی اکنون موقع چنین کاری نیست. اگر ما در حال حاضر دست به چنین اقدامی بزنیم، نابود خواهیم شد. انجام این عقیده کار امروز و فردا نیست و وقت می‌خواهد. به هر حال، در چنین موقع حساس، به هیچ وجه جای طرح این موضوع نیست".

### نقش دیگران در جلوگیری از پیشرفت طرح
محمدظاهر شاه که در طول سلطنت خود بر بی‌طرفی و عدم تعهد افغانستان پای می‌فشرد یک بار تلاش کرد تا سرزمین‌هایی را که انگلستان در دوران سلطه خود بر هندوستان از افغانستان جدا ساخته و اینک ضمیمه پاکستان و پاتان‌نشین (پشتون) هستند بازگرداند از جمله منطقه خودمختار «وزیرستان». این تلاش، در دهه ۱۹۶۰ افغانستان و پاکستان را در آستانه یک جنگ قرارداده بود که اگر آغاز شده بود؛ گسترش می‌یافت زیرا که مسکو از افغانستان و واشینگتن از پاکستان حمایت می‌کرد و دولت وقت ایران دچار سردرگمی عجیبی شده بود زیرا که از یک طرف با پاکستان قرارداد دفاعی داشت و از سوی دیگر، افغان‌ها را ایرانی می‌دانست، لذا دست به میانجی‌گری زد و موفق شد. در جریان همین میانجی‌گری باردیگر از ایجاد کنفدراسیون ایران و افغانستان مرکب از دو کشور مستقل سخن به میان آمد که ایران به خواست غرب، قضیه تقسیم درآمد نفت را پیش کشید و موضوع به تدریج منتفی شد. در آن زمان، غرب از آن بیم داشت که پس از ایجاد کنفدراسیون، ایران مدعی بلوچستان شرقی و افغانستان مدعی مناطق پاتان‌نشین پاکستان شود و این کشور که تنها به دلیل مسلمان بودن مردم آن از شبه قاره هند جدا شده و استقلال یافته فرو بپاشد. مسکو هم از آن هراس داشت که پس از تأسیس کنفدراسیون، تاجیک‌های «فرارود» باردیگر طغیان کنند و برای پیوستن به کنفدراسیون از شوروی جدا شوند. احمدشاه مسعود در دهه ۱۹۹۰ (همانند پدرش در نیمه اول سده بیستم) تلاش‌هایی در این زمینه به عمل آورد که با قتل او در سپتامبر سال ۲۰۰۱ قضیه مسکوت ماند. در سال‌های اخیر باز تلاش‌هایی در این زمینه و به ویژه از ناحیه تاجیک‌ها (پارسیان) به عمل آمده و تشکیل جبهه ملی افغانستان که برادر احمدشاه و پسر محمدظاهر شاه و بسیاری از تاجیک‌ها در آن شرکت دارند در همین راستا است.

### ایده‌های دیگر همگرایی در محدوده ایران بزرگ در عصر حاضر
1. اتحادیه کشورهای فارسی‌زبان: در تاریخ ۴ اسفند ۱۴۰۲ علی دارابی قائم‌مقام وزارت میراث فرهنگی، گردشگری و صنایع دستی ایران در مراسم «شب میراث فرهنگی ایران و تاجیکستان»، که چهارم اسفندماه در کاخ نیاوران با حضور به دولت صفرزاده ـ معاون وزیر فرهنگ تاجیکستان ـ و نظام‌الدین زاهدی ـ سفیر تاجیکستان در ایران ـ برگزار شد، بیان کرد: امیدواریم بتوانیم «اتحادیه کشورهای فارسی‌زبان» را تشکیل دهیم و کارگروه مشترکی میان میراث فرهنگی ایران و تاجیکستان برای همکاری در تدوین پرونده‌های مشترک ثبت جهانی داشته باشیم.[۱۱۳]
2. اتحادیه نوروز (جغرافیای جشن نوروز): در سال ۱۳۹۹ در همایش بین‌المللی ظرفیت‌های فرهنگی اجتماعی حوزه تمدنی نوروز در تهران ایده این اتحادیه مطرح شد. همچنین بارها توسط افراد و گروه‌های مختلف ایرانی و غیرایرانی در سال‌های اخیر مطرح شده است.[۱۱۴][۱۱۵][۱۱۶]
3. اتحادیه اکو (سازمان همکاری اقتصادی): در سال ۱۳۴۱ (۱۹۶۲ میلادی) به ابتکار ایران و حضور سه کشور ایران و پاکستان و ترکیه شکل گرفت و با فروپاشی شوروی به ده کشور گسترش یافت. در بررسی همگرایی منطقه‌ای در معادلات فیمابین ایران و آسیای میانه، می‌توان دو مولفه اصلی، یعنی وجود ریشه‌ها و تجربیات مشترک تاریخی و معادله کشور بزرگ و هژمون و کشورهای کوچک را در ژئوپلیتیک منطقه‌ای یافت. هرچند شکل‌گیری سازمان اکو به عنوان سازمانی منطقه‌ای تلاشی در همین راستا بوده، اما کارویژه‌ای متفاوت داشته و بیشتر متمرکز بر همکاری‌های اقتصادی فی مابین کشورهای عضو است و با توجه به اعضای آن، شاید نتوان میان همه این اعضا قرابتی که ایران با چند کشور آسیای میانه و افغانستان را دارد یافت؛ بنابراین بدیهی است که همگرایی در اکو از حدی مشخص فراتر نرفته و نمی‌رود.[۱۱۷]
4. اتحادیه وابستگان به فرهنگ و تمدن ایران‌زمین یا اتحادیه کشورهای وارث تمدن ایرانی: با عناوین مختلف و توسط افراد و گروه‌های مختلفی پیشنهاد شده است.[۱۱۸][۱۱۹][۱۲۰]
5. نظریه قاره کهن: توسط فردی به نام مجتبی شرکا معروف به ارد خراسانی پیشنهاد شده است که ایران و بیست کشور همسایه آن در منطقه غرب و مرکز آسیا را به عنوان یک شبه قاره فرهنگی متحد در نظر گرفته است که به‌طور تاریخی ایران در مرکزیت فرهنگ و تمدن آن قرار گرفته است.[۱۲۱]